# Liste des églises du Lot
La liste des églises du Lot recense de manière exhaustive les églises situées dans le département français du Lot. Il est fait état des diverses protections dont elles peuvent bénéficier, et notamment les inscriptions et classements au titre des monuments historiques.
Toutes sont situées dans le diocèse de Cahors.

## Statistiques

### Nombres
Le département du Lot comprend 313 communes au 1er janvier 2020.
En 2018, le diocèse de Rodez compte 392 paroisses.

## Classement
Le classement ci-après se fait par commune selon l'ordre alphabétique.
Il est fait état des diverses protections dont elles peuvent bénéficier, et notamment les inscriptions et classements au titre des monuments historiques.

## Liste

### Cultecatholique
| Église                                                                        | Commune                             | Adresse                                             | Coordonnées                       | Notice                  | Protection | Date                            | Illustration                                                                  |
| ----------------------------------------------------------------------------- | ----------------------------------- | --------------------------------------------------- | --------------------------------- | ----------------------- | --- | ------------------------------- | ----------------------------------------------------------------------------- |
| Église Saint-Étienne d'Albas                                                  | Albas                               |                                                     | 44° 28′ 09″ nord, 1° 14′ 14″ est  |                         | |                                 | Église Saint-Étienne d'Albas                                                  |
| Église Saint-Martin de Cénac                                                  | Albas                               |                                                     | 44° 26′ 44″ nord, 1° 13′ 44″ est  | « IA46101376 »          | |                                 | Image manquante Téléverser                                                    |
| Église Saint-Pierre d'Albiac                                                  | Albiac                              |                                                     | 44° 45′ 58″ nord, 1° 48′ 38″ est  |                         | |                                 | Image manquante Téléverser                                                    |
| Église Sainte-Madeleine d'Alvignac                                            | Alvignac                            |                                                     | 44° 49′ 35″ nord, 1° 41′ 26″ est  |                         | |                                 | Image manquante Téléverser                                                    |
| Église Saint-Martin d'Anglars                                                 | Anglars                             |                                                     | 44° 44′ 23″ nord, 1° 54′ 25″ est  | « PA00094963 »          | Classé MH Clocher | 1930                            | Église Saint-Martin d'Anglars                                                 |
| Église Saint-Laurent d'Anglars-Juillac                                        | Anglars-Juillac                     |                                                     | 44° 29′ 46″ nord, 1° 12′ 30″ est  | « PA00094962 »          | Classé MH Portail | 1930                            | Église Saint-Laurent d'Anglars-Juillac                                        |
| Église Saint-Pantaléon d'Anglars-Nozac                                        | Anglars-Nozac                       |                                                     | 44° 46′ 53″ nord, 1° 24′ 54″ est  | « IA46101354 »          | |                                 | Image manquante Téléverser                                                    |
| Église Saint-Antoine d'Arcambal                                               | Arcambal                            |                                                     | 44° 27′ 22″ nord, 1° 30′ 41″ est  | « IA46101389 »          | |                                 | Église Saint-Antoine d'Arcambal                                               |
| Église Notre-Dame-de-l'Assomption de Pasturat                                 | Arcambal                            |                                                     | 44° 28′ 19″ nord, 1° 34′ 44″ est  |                         | |                                 | Image manquante Téléverser                                                    |
| Église Saint-Pierre d'Assier                                                  | Assier                              |                                                     | 44° 40′ 31″ nord, 1° 52′ 35″ est  | « PA00094969 »          | Classé MH | 1840                            | Église Saint-Pierre d'Assier                                                  |
| Église Saint-Jean-Baptiste d'Aujols                                           | Aujols                              |                                                     | 44° 24′ 21″ nord, 1° 33′ 11″ est  | « IA46101272 »          | |                                 | Église Saint-Jean-Baptiste d'Aujols                                           |
| Église Saint-Pierre d'Autoire                                                 | Autoire                             |                                                     | 44° 51′ 14″ nord, 1° 49′ 13″ est  | « PA00094973 »          | Inscrit MH | 1942                            | Église Saint-Pierre d'Autoire                                                 |
| Église Saint-Geniès d'Aynac                                                   | Aynac                               |                                                     | 44° 47′ 03″ nord, 1° 51′ 07″ est  | « PA00094976 »          | Classé MH | 1913                            | Église Saint-Geniès d'Aynac                                                   |
| Église de l'Assomption-de-la-Vierge-Marie de Bach                             | Bach                                |                                                     | 44° 21′ 02″ nord, 1° 40′ 21″ est  | « IA46101337 »          | |                                 | Église de l'Assomption-de-la-Vierge-Marie de Bach                             |
| Église Saint-Pierre de Bagnac-sur-Célé                                        | Bagnac-sur-Célé                     |                                                     | 44° 39′ 57″ nord, 2° 09′ 27″ est  | « IA46101193 »          | |                                 | Église Saint-Pierre de Bagnac-sur-Célé                                        |
| Église de l'Assomption de Baladou                                             | Baladou                             |                                                     | 44° 55′ 27″ nord, 1° 33′ 19″ est  |                         | |                                 | Image manquante Téléverser                                                    |
| Église Saint-Joseph de Bannes                                                 | Bannes                              |                                                     | 44° 48′ 40″ nord, 1° 54′ 39″ est  |                         | |                                 | Image manquante Téléverser                                                    |
| Église Saint-Pantaléon de Saint-Pantaléon                                     | Barguelonne-en-Quercy               |                                                     | 44° 22′ 06″ nord, 1° 15′ 59″ est  | « PA00095248 »          | Inscrit MH | 1925                            | Église Saint-Pantaléon de Saint-Pantaléon                                     |
| Église Saint-Denis de Saint-Daunès                                            | Barguelonne-en-Quercy               |                                                     | 44° 21′ 23″ nord, 1° 13′ 47″ est  | « IA46101279 »          | |                                 | Église Saint-Denis de Saint-Daunès                                            |
| Église Saint-Jacques de Lasbouygues                                           | Barguelonne-en-Quercy               |                                                     | 44° 23′ 18″ nord, 1° 12′ 35″ est  |                         | |                                 | Image manquante Téléverser                                                    |
| Église Saint-Martial de Saint-Martial (Barguelonne-en-Quercy)                 | Barguelonne-en-Quercy               |                                                     | 44° 22′ 20″ nord, 1° 18′ 28″ est  | « IA46101281 »          | |                                 | Image manquante Téléverser                                                    |
| Église Saint-Pierre de Bagat-en-Quercy                                        | Barguelonne-en-Quercy               |                                                     | 44° 22′ 18″ nord, 1° 14′ 30″ est  | « IA46101283 »          | |                                 | Image manquante Téléverser                                                    |
| Église Saint-Laurent de Beauregard                                            | Beauregard                          |                                                     | 44° 19′ 43″ nord, 1° 47′ 16″ est  | « IA46101291 »          | |                                 | Image manquante Téléverser                                                    |
| Église Notre-Dame-de-l'Assomption de Beauregard                               | Beauregard                          |                                                     | 44° 20′ 45″ nord, 1° 47′ 22″ est  | « IA46101292 »          | |                                 | Église Notre-Dame-de-l'Assomption de Beauregard                               |
| Église Saint-Étienne de Béduer                                                | Béduer                              |                                                     | 44° 34′ 52″ nord, 1° 56′ 54″ est  |                         | |                                 | Église Saint-Étienne de Béduer                                                |
| Église Saint-Aignan de Bélaye                                                 | Bélaye                              |                                                     | 44° 27′ 54″ nord, 1° 11′ 31″ est  | « PA00135460 »          | Inscrit MH | 1995                            | Église Saint-Aignan de Bélaye                                                 |
| Église Notre-Dame-de-l'Assomption de Latour                                   | Bélaye                              |                                                     | 44° 27′ 57″ nord, 1° 12′ 31″ est  |                         | |                                 | Image manquante Téléverser                                                    |
| Église Notre-Dame-de-l'Assomption de Belfort-du-Quercy                        | Belfort-du-Quercy                   |                                                     | 44° 16′ 07″ nord, 1° 32′ 38″ est  | « IA46101246 »          | |                                 | Église Notre-Dame-de-l'Assomption de Belfort-du-Quercy                        |
| Église Saint-Geniès de Saint-Geniès                                           | Belfort-du-Quercy                   |                                                     | 44° 18′ 05″ nord, 1° 31′ 51″ est  | « IA46101375 »          | |                                 | Image manquante Téléverser                                                    |
| Église de l'Assomption de Bellefont-La Rauze                                  | Bellefont-La Rauze                  |                                                     | 44° 28′ 31″ nord, 1° 28′ 05″ est  |                         | |                                 | Église de l'Assomption de Bellefont-La Rauze                                  |
| Église Saint-Antoine de Saint-Michel de Cours                                 | Bellefont-La Rauze                  |                                                     | 44° 31′ 33″ nord, 1° 31′ 11″ est  |                         | |                                 | Image manquante Téléverser                                                    |
| Église Saint-Étienne de Constans                                              | Bellefont-La Rauze                  |                                                     | 44° 29′ 51″ nord, 1° 29′ 27″ est  |                         | |                                 | Image manquante Téléverser                                                    |
| Église Saint-Jean de Cours                                                    | Bellefont-La Rauze                  |                                                     | 44° 31′ 08″ nord, 1° 32′ 27″ est  |                         | |                                 | Image manquante Téléverser                                                    |
| Église Saint-Pierre-ès-Liens de Valroufié                                     | Bellefont-La Rauze                  |                                                     | 44° 31′ 10″ nord, 1° 29′ 13″ est  | « IA46100696 »          | |                                 | Image manquante Téléverser                                                    |
| Église Saint-Cyr de Belmont-Bretenoux                                         | Belmont-Bretenoux                   |                                                     | 44° 53′ 23″ nord, 1° 52′ 50″ est  | « IA46100523 »          | |                                 | Image manquante Téléverser                                                    |
| Église Sainte-Foy de Belmont-Sainte-Foi                                       | Belmont-Sainte-Foi                  |                                                     | 44° 16′ 58″ nord, 1° 37′ 53″ est  |                         | |                                 | Image manquante Téléverser                                                    |
| Église Notre-Dame de Lapeyre                                                  | Berganty                            |                                                     | 44° 27′ 17″ nord, 1° 37′ 39″ est  |                         | |                                 | Image manquante Téléverser                                                    |
| Église Saint-Martin de Berganty                                               | Berganty                            |                                                     | 44° 26′ 37″ nord, 1° 38′ 51″ est  | « IA46101255 »          | |                                 | Image manquante Téléverser                                                    |
| Église de la Sainte-Vierge de Bessonies                                       | Bessonies                           |                                                     | 44° 48′ 37″ nord, 2° 09′ 01″ est  |                         | |                                 | Église de la Sainte-Vierge de Bessonies                                       |
| Église Saint-Georges de Bétaille                                              | Bétaille                            |                                                     | 44° 56′ 36″ nord, 1° 44′ 04″ est  | « IA46100740 »          | |                                 | Image manquante Téléverser                                                    |
| Église Saint-Joseph de Biars-sur-Cère                                         | Biars-sur-Cère                      |                                                     | 44° 55′ 42″ nord, 1° 51′ 02″ est  |                         | |                                 | Image manquante Téléverser                                                    |
| Église Saint-Hilaire de Bio                                                   | Bio                                 |                                                     | 44° 46′ 59″ nord, 1° 47′ 04″ est  | « IA46101249 »          | |                                 | Église Saint-Hilaire de Bio                                                   |
| Église Saint-Laurent de Blars                                                 | Blars                               |                                                     | 44° 34′ 00″ nord, 1° 43′ 11″ est  | « PA00094984 »          | Inscrit MH Transept, abside et absidioles                                                                                           | 1926                            | Église Saint-Laurent de Blars                                                 |
| Église Saint-Grégoire de Boissières                                           | Boissières                          |                                                     | 44° 32′ 37″ nord, 1° 23′ 59″ est  | « IA46100230 »          | |                                 | Image manquante Téléverser                                                    |
| Église Saint-Jean-Baptiste de Boussac                                         | Boussac                             |                                                     | 44° 35′ 59″ nord, 1° 55′ 06″ est  |                         | |                                 | Église Saint-Jean-Baptiste de Boussac                                         |
| Église Saint-Léger de Bouziès                                                 | Bouziès                             |                                                     | 44° 29′ 05″ nord, 1° 38′ 32″ est  |                         | |                                 | Église Saint-Léger de Bouziès                                                 |
| Église Saint-Saturnin de Brengues                                             | Brengues                            |                                                     | 44° 34′ 40″ nord, 1° 50′ 01″ est  | « IA46101338 »          | |                                 | Église Saint-Saturnin de Brengues                                             |
| Église Sainte-Catherine de Bretenoux                                          | Bretenoux                           |                                                     | 44° 54′ 57″ nord, 1° 50′ 21″ est  |                         | |                                 | Église Sainte-Catherine de Bretenoux                                          |
| Église Saint-Pierre de Cabrerets                                              | Cabrerets                           |                                                     | 44° 30′ 20″ nord, 1° 39′ 16″ est  |                         | |                                 | Église Saint-Pierre de Cabrerets                                              |
| Église Saint-Pierre de Cadrieu                                                | Cadrieu                             |                                                     | 44° 29′ 35″ nord, 1° 52′ 55″ est  |                         | |                                 | Image manquante Téléverser                                                    |
| Cathédrale Saint-Étienne de Cahors                                            | Cahors                              | Place Jean Jacques Chapou                           | 44° 26′ 50″ nord, 1° 26′ 35″ est  | « PA00094997 »          | Classé MH | 1862 ; 2020                     | Cathédrale Saint-Étienne de Cahors                                            |
| Église Saint-Barthélemy de Cahors                                             | Cahors                              | Rue Saint-Barthélemy                                | 44° 27′ 08″ nord, 1° 26′ 26″ est  | « PA00095000 »          | Classé MH | 1933                            | Église Saint-Barthélemy de Cahors                                             |
| Église Saint-Urcisse de Cahors                                                | Cahors                              | Rue Saint-Urcisse                                   | 44° 26′ 46″ nord, 1° 26′ 41″ est  | « PA00095001 »          | Classé MH | 1988                            | Église Saint-Urcisse de Cahors                                                |
| Église Notre-Dame de Saint-Georges                                            | Cahors                              | Faubourg Saint-Georges, rue Victor Lafage           | 44° 26′ 30″ nord, 1° 26′ 42″ est  |                         | |                                 | Église Notre-Dame de Saint-Georges                                            |
| Église du Sacré-Cœur de Cahors                                                | Cahors                              | Rue des Jacobins                                    | 44° 26′ 58″ nord, 1° 26′ 44″ est  |                         | |                                 | Église du Sacré-Cœur de Cahors                                                |
| Église Saint-Cyr-et-Sainte-Juliette de Saint-Cirice                           | Cahors                              | Route de Saint-Cirice                               | 44° 25′ 39″ nord, 1° 28′ 54″ est  | « IA46000247 »          | |                                 | Image manquante Téléverser                                                    |
| Église des Jacobins de Cahors                                                 | Cahors                              | Vestiges de l'église des Jacobins, rue des Jacobins | 44° 26′ 58″ nord, 1° 26′ 45″ est  |                         | |                                 | Église des Jacobins de Cahors                                                 |
| Église de la Rozière                                                          | Cahors                              | Route de la Rozière                                 | 44° 24′ 57″ nord, 1° 25′ 07″ est  |                         | |                                 | Image manquante Téléverser                                                    |
| Église Saint-Martin de Bégoux                                                 | Cahors                              | Chemin de Saint-Cirice de Bégoux.                   | 44° 27′ 34″ nord, 1° 28′ 26″ est  |                         | |                                 | Image manquante Téléverser                                                    |
| Église des Augustins de Cahors                                                | Cahors                              | Rue des Augustins                                   | à géolocaliser                    |                         | |                                 | Église des Augustins de Cahors                                                |
| Église Saint-Géry de Cahors                                                   | Cahors                              |                                                     | à géolocaliser                    | « IA46000113 »          | |                                 | Image manquante Téléverser                                                    |
| Église Saint-Pierre-aux-Liens de Lacapelle                                    | Cahors                              | Chemin de Lou Traver                                | 44° 26′ 11″ nord, 1° 24′ 17″ est  |                         | |                                 | Image manquante Téléverser                                                    |
| Église Saint-Benoît de Cahus                                                  | Cahus                               |                                                     | 44° 57′ 22″ nord, 1° 55′ 10″ est  | « IA46100466 »          | |                                 | Image manquante Téléverser                                                    |
| Église Saint-Pierre-et-Saint-Paul de Caillac                                  | Caillac                             |                                                     | 44° 29′ 13″ nord, 1° 21′ 07″ est  | « PA00095031 »          | Classé MH | 1979                            | Église Saint-Pierre-et-Saint-Paul de Caillac                                  |
| Église Saint-Étienne de Cajarc                                                | Cajarc                              |                                                     | 44° 29′ 07″ nord, 1° 50′ 34″ est  | « IA46101229 »          | |                                 | Église Saint-Étienne de Cajarc                                                |
| Église Saint-Pierre-ès-Liens de Calamane                                      | Calamane                            |                                                     | 44° 31′ 32″ nord, 1° 23′ 29″ est  |                         | |                                 | Image manquante Téléverser                                                    |
| Église Saint-Jacques de Calès                                                 | Calès                               |                                                     | 44° 48′ 39″ nord, 1° 32′ 19″ est  | « IA46101236 »          | |                                 | Église Saint-Jacques de Calès                                                 |
| Église Saint-Étienne de Calvignac                                             | Calvignac                           |                                                     | 44° 27′ 54″ nord, 1° 46′ 45″ est  | « IA46101378 »          | |                                 | Église Saint-Étienne de Calvignac                                             |
| Église de la Chaire-de-Saint-Pierre de Cambayrac                              | Cambayrac                           |                                                     | 44° 25′ 36″ nord, 1° 17′ 07″ est  | « PA00095036 »          | Inscrit MH | 1925                            | Église de la Chaire-de-Saint-Pierre de Cambayrac                              |
| Église Saint-Maurice de Cambes                                                | Cambes                              |                                                     | 44° 36′ 52″ nord, 1° 56′ 32″ est  | « IA46101093 »          | |                                 | Église Saint-Maurice de Cambes                                                |
| Église Saint-Martin de Camboulit                                              | Camboulit                           |                                                     | 44° 35′ 36″ nord, 1° 56′ 55″ est  | « PA00095037 »          | Classé MH | 1912                            | Église Saint-Martin de Camboulit                                              |
| Église de l'Assomption de Camboulit                                           | Camboulit                           |                                                     | 44° 35′ 56″ nord, 1° 56′ 58″ est  |                         | |                                 | Image manquante Téléverser                                                    |
| Église Saint-Saturnin de Camburat                                             | Camburat                            |                                                     | 44° 38′ 36″ nord, 1° 59′ 46″ est  | « IA46101088 »          | |                                 | Image manquante Téléverser                                                    |
| Église Saint-Martin de Caniac-du-Causse                                       | Caniac-du-Causse                    |                                                     | 44° 37′ 16″ nord, 1° 38′ 35″ est  | « PA00095038 »          | Classé MH Crypte | 1923                            | Église Saint-Martin de Caniac-du-Causse                                       |
| Église Saint-Jean-Baptiste de Capdenac-le-Haut                                | Capdenac                            |                                                     | 44° 34′ 52″ nord, 2° 04′ 08″ est  |                         | |                                 | Église Saint-Jean-Baptiste de Capdenac-le-Haut                                |
| Église Notre-Dame-de-l'Assomption de Clayrou                                  | Capdenac                            |                                                     | 44° 34′ 25″ nord, 2° 06′ 50″ est  |                         | |                                 | Image manquante Téléverser                                                    |
| Église Saint-Étienne de Carayac                                               | Carayac                             |                                                     | 44° 32′ 51″ nord, 1° 55′ 27″ est  | « IA46101226 »          | |                                 | Image manquante Téléverser                                                    |
| Église Saint-Julien de Cardaillac                                             | Cardaillac                          |                                                     | 44° 40′ 41″ nord, 1° 59′ 55″ est  | « IA46100368 »          | |                                 | Église Saint-Julien de Cardaillac                                             |
| Église Saint-Pierre de Carennac                                               | Carennac                            |                                                     | 44° 55′ 08″ nord, 1° 43′ 56″ est  | « PA00095042 »          | Classé MH L'église ; Classé MH Le cloître                                                                                           | 1893 ; 1914                     | Église Saint-Pierre de Carennac                                               |
| Église Saint-Laurent de Magnagues                                             | Carennac                            |                                                     | 44° 54′ 01″ nord, 1° 44′ 31″ est  |                         | |                                 | Image manquante Téléverser                                                    |
| Église Sainte-Marie-Madeleine de Carlucet                                     | Carlucet                            |                                                     | 44° 43′ 23″ nord, 1° 37′ 00″ est  | « IA46100292 »          | |                                 | Image manquante Téléverser                                                    |
| Église de l'Assomption de Carnac                                              | Carnac-Rouffiac                     |                                                     | 44° 24′ 49″ nord, 1° 13′ 53″ est  | « IA46101301 »          | |                                 | Image manquante Téléverser                                                    |
| Église Saint-Simon-et-Saint-Jude de Rouffiac                                  | Carnac-Rouffiac                     |                                                     | 44° 25′ 33″ nord, 1° 11′ 57″ est  | « IA46101302 »          | |                                 | Image manquante Téléverser                                                    |
| Église Saint-Julien-de-Brioude de Cassagnes                                   | Cassagnes                           |                                                     | 44° 33′ 32″ nord, 1° 08′ 17″ est  | « PA00095047 »          | Inscrit MH | 2017                            | Église Saint-Julien-de-Brioude de Cassagnes                                   |
| Église Notre-Dame-de-l'Assomption de Castelfranc                              | Castelfranc                         |                                                     | 44° 30′ 05″ nord, 1° 13′ 23″ est  | « PA00095048 »          | Classé MH Façade Ouest | 1920                            | Église Notre-Dame-de-l'Assomption de Castelfranc                              |
| Église Saint-Georges de Russac                                                | Castelnau Montratier-Sainte Alauzie |                                                     | 44° 15′ 03″ nord, 1° 21′ 15″ est  | « PA00095050 »          | Inscrit MH | 1925                            | Église Saint-Georges de Russac                                                |
| Église Saint-Martin de Castelnau-Montratier                                   | Castelnau Montratier-Sainte Alauzie |                                                     | 44° 15′ 59″ nord, 1° 21′ 16″ est  |                         | |                                 | Église Saint-Martin de Castelnau-Montratier                                   |
| Église Notre-Dame-de-l'Assomption de Boisse                                   | Castelnau Montratier-Sainte Alauzie |                                                     | 44° 18′ 48″ nord, 1° 21′ 10″ est  |                         | |                                 | Image manquante Téléverser                                                    |
| Église Sainte-Eulalie de Sainte-Alauzie                                       | Castelnau Montratier-Sainte Alauzie |                                                     | 44° 18′ 48″ nord, 1° 18′ 54″ est  | « IA46100806 »          | |                                 | Image manquante Téléverser                                                    |
| Église Saint-Anthet de Saint-Anthet                                           | Castelnau Montratier-Sainte Alauzie |                                                     | 44° 18′ 04″ nord, 1° 20′ 29″ est  | « IA46101311 »          | |                                 | Image manquante Téléverser                                                    |
| Église Saint-Aureil de Saint-Aureil                                           | Castelnau Montratier-Sainte Alauzie |                                                     | 44° 15′ 35″ nord, 1° 18′ 22″ est  | « IA46101309 »          | |                                 | Image manquante Téléverser                                                    |
| Église Notre-Dame-de-l'Assomption de Ganic                                    | Castelnau Montratier-Sainte Alauzie |                                                     | 44° 14′ 55″ nord, 1° 23′ 40″ est  | « IA46101245 »          | |                                 | Image manquante Téléverser                                                    |
| Église Saint-Privat de Saint-Privat de Brettes                                | Castelnau Montratier-Sainte Alauzie |                                                     | 44° 12′ 54″ nord, 1° 21′ 53″ est  | « IA46101244 »          | |                                 | Image manquante Téléverser                                                    |
| Église Notre-Dame-de-l'Assomption de Thezels                                  | Castelnau Montratier-Sainte Alauzie |                                                     | 44° 16′ 14″ nord, 1° 18′ 54″ est  | « IA46101310 »          | |                                 | Image manquante Téléverser                                                    |
| Église Saint-Pierre-et-Saint-Paul de Tandy                                    | Castelnau Montratier-Sainte Alauzie |                                                     | 44° 14′ 36″ nord, 1° 20′ 27″ est  | « IA46101308 »          | |                                 | Image manquante Téléverser                                                    |
| Église Saint-Benoît de Lacabrette                                             | Castelnau Montratier-Sainte Alauzie |                                                     | 44° 14′ 06″ nord, 1° 21′ 34″ est  |                         | |                                 | Image manquante Téléverser                                                    |
| Église Saint-Vincent de Saint-Vincent                                         | Castelnau Montratier-Sainte Alauzie | actuellement maison                                 | 44° 17′ 17″ nord, 1° 21′ 05″ est  | « IA46101312 »          | |                                 | Image manquante Téléverser                                                    |
| Église Saint-Hilaire de Salvezou                                              | Catus                               |                                                     | 44° 34′ 48″ nord, 1° 20′ 59″ est  | « PA00095286 »          | Inscrit MH | 1990                            | Église Saint-Hilaire de Salvezou                                              |
| Prieuré Saint-Jean de Catus                                                   | Catus                               | Église paroissiale Saint-Astier                     | 44° 33′ 22″ nord, 1° 20′ 09″ est  | « PA00095053 »          | Classé MH ; Inscrit MH | 1908 ; 1891 (1942, 1998) ; 1995 | Prieuré Saint-Jean de Catus                                                   |
| Église Notre-Dame-de-l'Assomption de Cavagnac                                 | Cavagnac                            |                                                     | 45° 00′ 30″ nord, 1° 38′ 26″ est  | « PA00095054 »          | Classé MH | 1976                            | Image manquante Téléverser                                                    |
| Église Saint-Palavy de Saint-Palavy                                           | Cavagnac                            |                                                     | 45° 01′ 26″ nord, 1° 37′ 43″ est  |                         | |                                 | Image manquante Téléverser                                                    |
| Église de l'Assomption de Cazals                                              | Cazals                              |                                                     | 44° 38′ 39″ nord, 1° 13′ 36″ est  |                         | |                                 | Église de l'Assomption de Cazals                                              |
| Église Saint-Martin de Cénevières                                             | Cénevières                          |                                                     | 44° 27′ 44″ nord, 1° 44′ 57″ est  |                         | |                                 | Église Saint-Martin de Cénevières                                             |
| Église de L'Église                                                            | Cénevières                          |                                                     | 44° 27′ 51″ nord, 1° 43′ 32″ est  |                         | |                                 | Image manquante Téléverser                                                    |
| Église Saint-Clair de Cénevières                                              | Cénevières                          |                                                     | 44° 26′ 24″ nord, 1° 45′ 16″ est  |                         | |                                 | Image manquante Téléverser                                                    |
| Église Saint-Clément de Cézac                                                 | Cézac                               |                                                     | 44° 19′ 44″ nord, 1° 19′ 55″ est  | « PA00095058 »          | Inscrit MH | 1929                            | Image manquante Téléverser                                                    |
| Église Saint-Martin de Cézac                                                  | Cézac                               |                                                     | 44° 20′ 24″ nord, 1° 20′ 32″ est  | « IA46100929 »          | |                                 | Image manquante Téléverser                                                    |
| Église Saint-Pierre-ès-Liens de Pechpeyroux                                   | Cézac                               |                                                     | 44° 21′ 07″ nord, 1° 19′ 24″ est  | « IA46100927 »          | |                                 | Image manquante Téléverser                                                    |
| Église Saint-Pierre-ès-Liens de Cieurac                                       | Cieurac                             |                                                     | 44° 22′ 06″ nord, 1° 30′ 26″ est  | « IA46101273 »          | |                                 | Image manquante Téléverser                                                    |
| Église Saint-Jean-Baptiste de Goudou                                          | Cœur de Causse                      |                                                     | 44° 39′ 24″ nord, 1° 35′ 05″ est  | « PA00125599 »          | Inscrit MH | 1993                            | Image manquante Téléverser                                                    |
| Église Notre-Dame-de-la-Nativité de Beaumat                                   | Cœur de Causse                      |                                                     | 44° 39′ 35″ nord, 1° 31′ 11″ est  |                         | |                                 | Image manquante Téléverser                                                    |
| Église Sainte-Anne de Fontanes-du-Causse                                      | Cœur de Causse                      |                                                     | 44° 39′ 59″ nord, 1° 39′ 41″ est  |                         | |                                 | Église Sainte-Anne de Fontanes-du-Causse                                      |
| Église Sainte-Catherine de Labastide-Murat                                    | Cœur de Causse                      |                                                     | 44° 38′ 46″ nord, 1° 34′ 02″ est  |                         | |                                 | Église Sainte-Catherine de Labastide-Murat                                    |
| Église Saint-Julien de Vaillac                                                | Cœur de Causse                      |                                                     | 44° 40′ 27″ nord, 1° 31′ 46″ est  |                         | |                                 | Église Saint-Julien de Vaillac                                                |
| Église Saint-Sixte de Saint-Sauveur-la-Vallée                                 | Cœur de Causse                      |                                                     | 44° 36′ 21″ nord, 1° 33′ 12″ est  |                         | |                                 | Image manquante Téléverser                                                    |
| Église Saint-Jean-Baptiste de Concorès                                        | Concorès                            |                                                     | 44° 39′ 26″ nord, 1° 23′ 38″ est  |                         | |                                 | Église Saint-Jean-Baptiste de Concorès                                        |
| Église Sainte-Quitterie de Linars                                             | Concorès                            |                                                     | 44° 40′ 37″ nord, 1° 23′ 32″ est  | « IA46100279 »          | |                                 | Image manquante Téléverser                                                    |
| Église Saint-Jean-Baptiste de Concots                                         | Concots                             |                                                     | 44° 24′ 04″ nord, 1° 38′ 40″ est  |                         | |                                 | Image manquante Téléverser                                                    |
| Église Saint-Jean-Baptiste de Condat                                          | Condat                              |                                                     | 44° 59′ 23″ nord, 1° 39′ 48″ est  | « IA46100771 »          | |                                 | Image manquante Téléverser                                                    |
| Église Saint-Laurent de Corn                                                  | Corn                                |                                                     | 44° 36′ 29″ nord, 1° 54′ 03″ est  |                         | |                                 | Église Saint-Laurent de Corn                                                  |
| Église Sainte-Geneviève de Cornac                                             | Cornac                              |                                                     | 44° 54′ 33″ nord, 1° 52′ 54″ est  | « IA46100518 »          | |                                 | Image manquante Téléverser                                                    |
| Église Saint-Cyr-et-Sainte-Julitte de La Pannonie                             | Couzou                              |                                                     | 44° 46′ 39″ nord, 1° 39′ 15″ est  | « PA46000059 »          | Inscrit MH | 2012                            | Église Saint-Cyr-et-Sainte-Julitte de La Pannonie                             |
| Église de Couzou                                                              | Couzou                              |                                                     | 44° 45′ 53″ nord, 1° 36′ 57″ est  |                         | |                                 | Image manquante Téléverser                                                    |
| Église Sainte-Foi de Cras                                                     | Cras                                |                                                     | 44° 34′ 06″ nord, 1° 31′ 58″ est  |                         | |                                 | Image manquante Téléverser                                                    |
| Église Saint-Blaise de Crayssac                                               | Crayssac                            |                                                     | 44° 30′ 37″ nord, 1° 19′ 43″ est  | « IA46100222 »          | |                                 | Église Saint-Blaise de Crayssac                                               |
| Église Saint-Pierre-ès-Liens de Crégols                                       | Crégols                             |                                                     | 44° 27′ 27″ nord, 1° 42′ 01″ est  |                         | |                                 | Église Saint-Pierre-ès-Liens de Crégols                                       |
| Église de la Chaire-de-Saint-Pierre de Trégoux                                | Crégols                             |                                                     | 44° 25′ 15″ nord, 1° 41′ 05″ est  |                         | |                                 | Image manquante Téléverser                                                    |
| Église Notre-Dame-de-la-Nativité de Cremps                                    | Cremps                              |                                                     | 44° 23′ 22″ nord, 1° 36′ 08″ est  |                         | |                                 | Image manquante Téléverser                                                    |
| Église Saint-Geniès de Sarrazac                                               | Cressensac-Sarrazac                 |                                                     | 45° 01′ 01″ nord, 1° 35′ 19″ est  | « PA00095257 »          | Inscrit MH | 1947                            | Image manquante Téléverser                                                    |
| Église Saint-Barthélemy de Cressensac                                         | Cressensac-Sarrazac                 |                                                     | 45° 01′ 13″ nord, 1° 31′ 13″ est  | « IA46100834 »          | |                                 | Image manquante Téléverser                                                    |
| Église Saint-Roch de l'Hôpital Saint-Jean                                     | Cressensac-Sarrazac                 |                                                     | 45° 01′ 00″ nord, 1° 34′ 32″ est  |                         | |                                 | Image manquante Téléverser                                                    |
| Église Saint-Saturnin de Valeyrac                                             | Cressensac-Sarrazac                 |                                                     | 45° 01′ 54″ nord, 1° 35′ 07″ est  |                         | |                                 | Image manquante Téléverser                                                    |
| Église Saint-Germain de Creysse                                               | Creysse                             |                                                     | 44° 53′ 10″ nord, 1° 35′ 46″ est  | « PA00095062 »          | Classé MH | 1949                            | Église Saint-Germain de Creysse                                               |
| Église Saint-Saturnin de Cuzac                                                | Cuzac                               |                                                     | 44° 34′ 48″ nord, 2° 08′ 35″ est  | « IA46101190 »          | |                                 | Image manquante Téléverser                                                    |
| Église Saint-Victor de Rignac                                                 | Cuzance                             |                                                     | 44° 56′ 10″ nord, 1° 31′ 12″ est  | « PA00095063 »          | Classé MH | 1959                            | Image manquante Téléverser                                                    |
| Église Saint-Pierre de Cuzance                                                | Cuzance                             |                                                     | 44° 57′ 52″ nord, 1° 32′ 18″ est  |                         | |                                 | Image manquante Téléverser                                                    |
| Église Saint-Vincent de Dégagnac                                              | Dégagnac                            |                                                     | 44° 40′ 28″ nord, 1° 18′ 30″ est  |                         | |                                 | Église Saint-Vincent de Dégagnac                                              |
| Église Notre-Dame-de-l'Annonciation de Douelle                                | Douelle                             |                                                     | 44° 28′ 11″ nord, 1° 21′ 36″ est  |                         | |                                 | Église Notre-Dame-de-l'Annonciation de Douelle                                |
| Église Saint-Avit de Duravel                                                  | Duravel                             |                                                     | 44° 31′ 45″ nord, 1° 04′ 09″ est  | « PA00095065 »          | Inscrit MH | 1979                            | Image manquante Téléverser                                                    |
| Église Saint-Hilarion de Duravel                                              | Duravel                             |                                                     | 44° 30′ 59″ nord, 1° 04′ 46″ est  | « PA00095064 »          | Classé MH Crypte ; Inscrit MH Église, sauf partie classée                                                                           | 1912 ; 1927                     | Église Saint-Hilarion de Duravel                                              |
| Église Saint-Léonard d'Escamps                                                | Escamps                             |                                                     | 44° 22′ 00″ nord, 1° 38′ 03″ est  |                         | |                                 | Image manquante Téléverser                                                    |
| Église Saint-Pierre-ès-Liens d'Esclauzels                                     | Esclauzels                          |                                                     | 44° 25′ 21″ nord, 1° 37′ 10″ est  |                         | |                                 | Image manquante Téléverser                                                    |
| Église Sainte-Eulalie d'Espagnac-Sainte-Eulalie                               | Espagnac-Sainte-Eulalie             |                                                     | 44° 35′ 31″ nord, 1° 52′ 21″ est  | « PA00095067 »          | Classé MH | 1973                            | Église Sainte-Eulalie d'Espagnac-Sainte-Eulalie                               |
| Église Saint-Augustin d'Espagnac                                              | Espagnac-Sainte-Eulalie             |                                                     | 44° 35′ 33″ nord, 1° 50′ 24″ est  | « PA00095066 »          | Classé MH | 1906                            | Église Saint-Augustin d'Espagnac                                              |
| Église Saint-Blaise d'Espédaillac                                             | Espédaillac                         |                                                     | 44° 38′ 25″ nord, 1° 46′ 22″ est  |                         | |                                 | Église Saint-Blaise d'Espédaillac                                             |
| Église Sainte-Appolonie de Ginouillac                                         | Espédaillac                         |                                                     | 44° 35′ 55″ nord, 1° 46′ 08″ est  |                         | |                                 | Image manquante Téléverser                                                    |
| Église Saint-Laurent d'Espère                                                 | Espère                              |                                                     | 44° 30′ 40″ nord, 1° 22′ 36″ est  | « IA46105717 »          | |                                 | Église Saint-Laurent d'Espère                                                 |
| Église Saint-Martin d'Espeyroux                                               | Espeyroux                           |                                                     | 44° 45′ 44″ nord, 1° 55′ 22″ est  |                         | |                                 | Église Saint-Martin d'Espeyroux                                               |
| Église de l'Assomption d'Estal                                                | Estal                               |                                                     | 44° 55′ 06″ nord, 1° 55′ 15″ est  |                         | |                                 | Image manquante Téléverser                                                    |
| Église Notre-Dame-de-l'Assomption de Fajoles                                  | Fajoles                             |                                                     | 44° 48′ 13″ nord, 1° 23′ 47″ est  | « PA00095070 »          | Inscrit MH | 1978                            | Église Notre-Dame-de-l'Assomption de Fajoles                                  |
| Église Notre-Dame-de-la-Nativité de Faycelles                                 | Faycelles                           |                                                     | 44° 33′ 55″ nord, 1° 59′ 13″ est  | « IA46101355 »          | |                                 | Église Notre-Dame-de-la-Nativité de Faycelles                                 |
| Église Saint-Vincent de Felzins                                               | Felzins                             |                                                     | 44° 36′ 13″ nord, 2° 08′ 05″ est  |                         | |                                 | Image manquante Téléverser                                                    |
| Église Notre-Dame-du-Puy de Figeac                                            | Figeac                              |                                                     | 44° 36′ 36″ nord, 2° 02′ 10″ est  | « PA00095074 »          | Classé MH | 1916                            | Église Notre-Dame-du-Puy de Figeac                                            |
| Église Saint-Sauveur de Figeac                                                | Figeac                              |                                                     | 44° 36′ 29″ nord, 2° 02′ 05″ est  | « PA00095075 »          | Classé MH | 1840                            | Église Saint-Sauveur de Figeac                                                |
| Église des Carmes de Figeac                                                   | Figeac                              |                                                     | 44° 36′ 39″ nord, 2° 01′ 44″ est  | « PA00125597 »          | Inscrit MH | 1993                            | Église des Carmes de Figeac                                                   |
| Église Saint-Dau de Ceint-d'Eau                                               | Figeac                              |                                                     | 44° 35′ 37″ nord, 1° 59′ 14″ est  |                         | |                                 | Image manquante Téléverser                                                    |
| Église Notre-Dame-de-la-Compassion de Flaujac-Gare                            | Flaujac-Gare                        |                                                     | 44° 42′ 41″ nord, 1° 47′ 45″ est  |                         | |                                 | Église Notre-Dame-de-la-Compassion de Flaujac-Gare                            |
| Église Notre-Dame de Flaujac-Haut                                             | Flaujac-Gare                        |                                                     | 44° 42′ 41″ nord, 1° 47′ 45″ est  |                         | |                                 | Image manquante Téléverser                                                    |
| Église Saint-Maurice de Scelles                                               | Flaujac-Gare                        |                                                     | 44° 41′ 55″ nord, 1° 45′ 55″ est  | « IA46101336 »          | |                                 | Image manquante Téléverser                                                    |
| Église Saint-Martin de Flaujac-Poujols                                        | Flaujac-Poujols                     |                                                     | 44° 24′ 21″ nord, 1° 29′ 56″ est  |                         | |                                 | Image manquante Téléverser                                                    |
| Église Saint-Georges de Floirac                                               | Floirac                             |                                                     | 44° 54′ 54″ nord, 1° 39′ 17″ est  | « PA00095086 »          | Inscrit MH | 1978                            | Église Saint-Georges de Floirac                                               |
| Église Saint-Martin de Floressas                                              | Floressas                           |                                                     | 44° 26′ 39″ nord, 1° 07′ 20″ est  | « IA46100121 »          | |                                 | Image manquante Téléverser                                                    |
| Église Saint-André de Fons                                                    | Fons                                |                                                     | 44° 39′ 45″ nord, 1° 57′ 03″ est  | « PA00095087 »          | Inscrit MH | 1972                            | Église Saint-André de Fons                                                    |
| Église Notre-Dame du Roitelet de Fons                                         | Fons                                |                                                     | 44° 39′ 51″ nord, 1° 57′ 02″ est  |                         | |                                 | Image manquante Téléverser                                                    |
| Église Saint-Clair de Fontanes                                                | Fontanes                            |                                                     | 44° 18′ 41″ nord, 1° 29′ 53″ est  | « PA00095090 »          | Inscrit MH | 1978                            | Église Saint-Clair de Fontanes                                                |
| Église Saint-Cevet de Saint-Cevet                                             | Fontanes                            |                                                     | 44° 20′ 14″ nord, 1° 29′ 22″ est  |                         | |                                 | Image manquante Téléverser                                                    |
| Église Saint-Pierre de Fourmagnac                                             | Fourmagnac                          |                                                     | 44° 20′ 14″ nord, 1° 29′ 22″ est  | « PA00095092 »          | Inscrit MH | 1925                            | Église Saint-Pierre de Fourmagnac                                             |
| Église Saint-Pierre-ès-Liens de Saint-Pierre Liversou                         | Francoulès                          |                                                     | 44° 33′ 33″ nord, 1° 29′ 14″ est  | « PA00095094 »          | Classé MH | 1976                            | Image manquante Téléverser                                                    |
| Église Saint-Firmin de Francoulès                                             | Francoulès                          |                                                     | 44° 32′ 38″ nord, 1° 29′ 26″ est  | « PA00095093 »          | Inscrit MH | 1977                            | Église Saint-Firmin de Francoulès                                             |
| Église Saint-Pierre-ès-Liens de Frayssinet                                    | Frayssinet                          |                                                     | 44° 39′ 42″ nord, 1° 29′ 06″ est  | « IA46100266 »          | |                                 | Église Saint-Pierre-ès-Liens de Frayssinet                                    |
| Église Saint-Pierre-ès-Liens de Frayssinet                                    | Frayssinet                          |                                                     | 44° 39′ 42″ nord, 1° 29′ 06″ est  | « IA46100266 »          | |                                 | Église Saint-Pierre-ès-Liens de Frayssinet                                    |
| Église Sainte-Radegonde de Frayssinet-le-Gélat                                | Frayssinet-le-Gélat                 |                                                     | 44° 34′ 56″ nord, 1° 09′ 51″ est  | « IA46101215 »          | |                                 | Église Sainte-Radegonde de Frayssinet-le-Gélat                                |
| Église Saint-Julien de Frayssinhes                                            | Frayssinhes                         |                                                     | 44° 52′ 36″ nord, 1° 56′ 11″ est  | « IA46100498 »          | |                                 | Image manquante Téléverser                                                    |
| Église Saint-Jean-Baptiste de Frontenac                                       | Frontenac                           |                                                     | 44° 32′ 22″ nord, 1° 58′ 15″ est  | « IA46101227 »          | |                                 | Image manquante Téléverser                                                    |
| Église Notre-Dame de la Bessonie                                              | Gagnac-sur-Cère                     |                                                     | 44° 56′ 34″ nord, 1° 52′ 42″ est  |                         | |                                 | Image manquante Téléverser                                                    |
| Église Saint-Martin de Gagnac-sur-Cère                                        | Gagnac-sur-Cère                     |                                                     | 44° 56′ 22″ nord, 1° 52′ 37″ est  | « IA46100501 »          | |                                 | Image manquante Téléverser                                                    |
| Église Saint-Martin de Gignac                                                 | Gignac                              |                                                     | 45° 00′ 19″ nord, 1° 27′ 28″ est  | « PA46000032 »          | Inscrit MH | 2004                            | Église Saint-Martin de Gignac                                                 |
| Église Saint-Bonnet de Saint-Bonnet                                           | Gignac                              |                                                     | 44° 59′ 45″ nord, 1° 26′ 56″ est  | « IA46101076 »          | |                                 | Église Saint-Bonnet de Saint-Bonnet                                           |
| Église Saint-Pierre-ès-Liens de Gigouzac                                      | Gigouzac                            |                                                     | 44° 34′ 58″ nord, 1° 26′ 01″ est  | « PA00095095 »          | Inscrit MH | 1972                            | Image manquante Téléverser                                                    |
| Église Saint-Barthélemy de Gindou                                             | Gindou                              |                                                     | 44° 37′ 54″ nord, 1° 14′ 59″ est  | « IA46101221 »          | |                                 | Église Saint-Barthélemy de Gindou                                             |
| Église Saint-Jean-Baptiste de Maussac                                         | Gindou                              |                                                     | 44° 35′ 56″ nord, 1° 16′ 39″ est  | « IA46101220 »          | |                                 | Église Saint-Jean-Baptiste de Maussac                                         |
| Église Saint-Étienne de Ginouillac                                            | Ginouillac                          |                                                     | 44° 43′ 31″ nord, 1° 32′ 22″ est  | « IA46101265 »          | |                                 | Image manquante Téléverser                                                    |
| Église Saint-Martin de Gintrac                                                | Gintrac                             |                                                     | 44° 53′ 41″ nord, 1° 45′ 47″ est  | « IA46100534 »          | |                                 | Image manquante Téléverser                                                    |
| Église Saint-Martin de Girac                                                  | Girac                               |                                                     | 44° 54′ 54″ nord, 1° 48′ 37″ est  | « IA46100522 »          | |                                 | Église Saint-Martin de Girac                                                  |
| Église Saint-Laurent de Glanes                                                | Glanes                              |                                                     | 44° 55′ 19″ nord, 1° 52′ 43″ est  | « IA46100499 »          | |                                 | Image manquante Téléverser                                                    |
| Église Notre-Dame de Gorses                                                   | Gorses                              |                                                     | 44° 47′ 39″ nord, 2° 01′ 28″ est  |                         | |                                 | Église Notre-Dame de Gorses                                                   |
| Église Saint-Pierre-ès-Liens de Goujounac                                     | Goujounac                           |                                                     | 44° 34′ 34″ nord, 1° 11′ 47″ est  | « PA00095099 »          | Inscrit MH | 1997                            | Église Saint-Pierre-ès-Liens de Goujounac                                     |
| Église Saint-Pierre de Gourdon                                                | Gourdon                             |                                                     | 44° 44′ 14″ nord, 1° 22′ 57″ est  | « PA00095101 »          | Classé MH | 1906                            | Église Saint-Pierre de Gourdon                                                |
| Église Notre-Dame des Cordeliers de Gourdon                                   | Gourdon                             |                                                     | 44° 44′ 08″ nord, 1° 22′ 56″ est  | « PA00095102 »          | Inscrit MH | 1929                            | Église Notre-Dame des Cordeliers de Gourdon                                   |
| Église de Costeraste                                                          | Gourdon                             |                                                     | 44° 42′ 29″ nord, 1° 21′ 12″ est  |                         | |                                 | Image manquante Téléverser                                                    |
| Église de Prouilhac                                                           | Gourdon                             |                                                     | 44° 46′ 06″ nord, 1° 24′ 31″ est  |                         | |                                 | Image manquante Téléverser                                                    |
| Église Saint-Romain de Saint-Romain (Gourdon)                                 | Gourdon                             |                                                     | 44° 43′ 11″ nord, 1° 24′ 05″ est  | « IA46100989 »          | |                                 | Image manquante Téléverser                                                    |
| Église Saint-Siméon de Gourdon                                                | Gourdon                             |                                                     | 44° 44′ 06″ nord, 1° 22′ 40″ est  |                         | |                                 | Église Saint-Siméon de Gourdon                                                |
| Église Saint-Pierre de Gramat                                                 | Gramat                              |                                                     | 44° 46′ 43″ nord, 1° 43′ 26″ est  |                         | |                                 | Église Saint-Pierre de Gramat                                                 |
| Église Saint-Aignan de Saint-Chignes                                          | Gramat                              |                                                     | 44° 44′ 51″ nord, 1° 45′ 25″ est  | « IA46100877 »          | |                                 | Image manquante Téléverser                                                    |
| Église Saint-Maurice de Prangères                                             | Gramat                              |                                                     | 44° 48′ 19″ nord, 1° 43′ 49″ est  | « IA46101293 »          | |                                 | Image manquante Téléverser                                                    |
| Église Notre-Dame-de-l'Assomption de Gréalou                                  | Gréalou                             |                                                     | 44° 32′ 11″ nord, 1° 53′ 09″ est  | « PA00095106 »          | Inscrit MH | 1959                            | Église Notre-Dame-de-l'Assomption de Gréalou                                  |
| Église Saint-Hilaire de Grézels                                               | Grézels                             |                                                     | 44° 28′ 31″ nord, 1° 09′ 12″ est  |                         | |                                 | Image manquante Téléverser                                                    |
| Église Saint-Jean de Saint-Jean-de-Grézels                                    | Grézels                             |                                                     | 44° 27′ 47″ nord, 1° 08′ 52″ est  | « IA46100117 »          | |                                 | Image manquante Téléverser                                                    |
| Église Saint-Jean de Saint-Jean-de-Grézels                                    | Grézels                             |                                                     | 44° 27′ 47″ nord, 1° 08′ 52″ est  | « IA46100117 »          | |                                 | Image manquante Téléverser                                                    |
| Église Saint-Jacques-le-Majeur de Grèzes                                      | Grèzes                              |                                                     | 44° 37′ 41″ nord, 1° 49′ 09″ est  | « IA46101339 »          | |                                 | Église Saint-Jacques-le-Majeur de Grèzes                                      |
| Église Saint-Julien d'Issendolus                                              | Issendolus                          |                                                     | 44° 44′ 33″ nord, 1° 47′ 12″ est  | « IA46100443 »          | |                                 | Église Saint-Julien d'Issendolus                                              |
| Église Saint-Laurent d'Issepts                                                | Issepts                             |                                                     | 44° 40′ 24″ nord, 1° 55′ 36″ est  | « IA46101342 »          | |                                 | Image manquante Téléverser                                                    |
| Église de l'Immaculée-Conception de Labastide-Marnhac                         | Labastide-Marnhac                   |                                                     | 44° 23′ 19″ nord, 1° 24′ 01″ est  |                         | |                                 | Église de l'Immaculée-Conception de Labastide-Marnhac                         |
| Église de l'Immaculée-Conception de Labastide-Marnhac                         | Labastide-Marnhac                   |                                                     | 44° 23′ 19″ nord, 1° 24′ 01″ est  |                         | |                                 | Église de l'Immaculée-Conception de Labastide-Marnhac                         |
| Église de l'Assomption-de-la-Vierge de Labastide-du-Haut-Mont                 | Labastide-du-Haut-Mont              |                                                     | 44° 50′ 06″ nord, 2° 07′ 20″ est  | « IA46100380 »          | |                                 | Église de l'Assomption-de-la-Vierge de Labastide-du-Haut-Mont                 |
| Église Saint-Carissime de Labastide-du-Vert                                   | Labastide-du-Vert                   |                                                     | 44° 30′ 45″ nord, 1° 15′ 41″ est  |                         | |                                 | Église Saint-Carissime de Labastide-du-Vert                                   |
| Église Sainte-Vierge de Labathude                                             | Labathude                           |                                                     | 44° 44′ 17″ nord, 1° 59′ 30″ est  |                         | |                                 | Image manquante Téléverser                                                    |
| Église Sainte-Marie de Labathude                                              | Labathude                           |                                                     | 44° 45′ 06″ nord, 1° 59′ 17″ est  |                         | |                                 | Image manquante Téléverser                                                    |
| Église Saint-Roch de Laburgade                                                | Laburgade                           |                                                     | 44° 23′ 10″ nord, 1° 32′ 26″ est  |                         | |                                 | Église Saint-Roch de Laburgade                                                |
| Église Saint-Avit de Lacapelle-Cabanac                                        | Lacapelle-Cabanac                   |                                                     | 44° 27′ 58″ nord, 1° 04′ 08″ est  |                         | |                                 | Église Saint-Avit de Lacapelle-Cabanac                                        |
| Église de l'Assomption-de-la-Sainte-Vierge de Lacapelle-Marival               | Lacapelle-Marival                   |                                                     | 44° 43′ 41″ nord, 1° 55′ 34″ est  |                         | |                                 | Église de l'Assomption-de-la-Sainte-Vierge de Lacapelle-Marival               |
| Église Saint-Georges de Meyraguet de Lacave                                   | Lacave                              |                                                     | 44° 51′ 13″ nord, 1° 32′ 27″ est  | « PA00095119 »          | Classé MH | 1912                            | Église Saint-Georges de Meyraguet de Lacave                                   |
| Église Saint-Nicolas de Lachapelle-Haute                                      | Lachapelle-Auzac                    |                                                     | 44° 55′ 50″ nord, 1° 29′ 29″ est  | « IA46101079 »          | |                                 | Image manquante Téléverser                                                    |
| Église Sainte-Marie-Madeleine de Reyrevignes                                  | Lachapelle-Auzac                    |                                                     | 44° 57′ 00″ nord, 1° 28′ 01″ est  |                         | |                                 | Image manquante Téléverser                                                    |
| Église de Ladirat                                                             | Ladirat                             |                                                     | 44° 48′ 54″ nord, 1° 58′ 11″ est  |                         | |                                 | Image manquante Téléverser                                                    |
| Église de l'Assomption de Lagardelle                                          | Lagardelle                          |                                                     | 44° 29′ 36″ nord, 1° 10′ 10″ est  |                         | |                                 | Église de l'Assomption de Lagardelle                                          |
| Église Saint-Quirin de Lalbenque                                              | Lalbenque                           |                                                     | 44° 20′ 15″ nord, 1° 32′ 48″ est  | « PA00095120 »          | Inscrit MH | 1925                            | Église Saint-Quirin de Lalbenque                                              |
| Église Sainte-Croix de Paillas                                                | Lalbenque                           |                                                     | 44° 18′ 43″ nord, 1° 34′ 31″ est  |                         | |                                 | Image manquante Téléverser                                                    |
| Église Saint-Hilaire de Lalbenque                                             | Lalbenque                           |                                                     | 44° 19′ 13″ nord, 1° 35′ 39″ est  |                         | |                                 | Image manquante Téléverser                                                    |
| Église Saint-Pierre de Balach                                                 | Lalbenque                           |                                                     | 44° 18′ 06″ nord, 1° 36′ 34″ est  | « IA46101374 »          | |                                 | Image manquante Téléverser                                                    |
| Église Sainte-Madeleine de Lamagdelaine                                       | Lamagdelaine                        |                                                     | 44° 28′ 02″ nord, 1° 29′ 23″ est  |                         | |                                 | Image manquante Téléverser                                                    |
| Église Saint-Vit de Puycalvel                                                 | Lamothe-Cassel                      |                                                     | 44° 36′ 13″ nord, 1° 31′ 27″ est  | « PA00095121 »          | Inscrit MH | 1927                            | Image manquante Téléverser                                                    |
| Église Saint-Georges de Lamothe-Cassel                                        | Lamothe-Cassel                      |                                                     | 44° 36′ 45″ nord, 11° 30′ 21″ est | « IA46100257 »          | |                                 | Image manquante Téléverser                                                    |
| Église de l'Assomption de Murat                                               | Lamothe-Cassel                      |                                                     | 44° 37′ 20″ nord, 1° 30′ 35″ est  |                         | |                                 | Image manquante Téléverser                                                    |
| Église Saint-Sixte de Lamothe-Fénelon                                         | Lamothe-Fénelon                     |                                                     | 44° 50′ 07″ nord, 1° 24′ 50″ est  | « PA00095122 »          | Classé MH | 1913                            | Église Saint-Sixte de Lamothe-Fénelon                                         |
| Église Saint-Jean-Baptiste de Lanzac                                          | Lanzac                              |                                                     | 44° 52′ 25″ nord, 1° 28′ 57″ est  | « IA46101081 »          | |                                 | Image manquante Téléverser                                                    |
| Église Saint-Barthélemy de Cieurac                                            | Lanzac                              |                                                     | 44° 53′ 27″ nord, 1° 27′ 20″ est  |                         | |                                 | Image manquante Téléverser                                                    |
| Église Saint-Georges de Laramière                                             | Laramière                           |                                                     | 44° 21′ 20″ nord, 1° 52′ 40″ est  | « IA46101089 »          | |                                 | Église Saint-Georges de Laramière                                             |
| Église Saint-Pierre-ès-Liens de Larnagol                                      | Larnagol                            |                                                     | 44° 28′ 31″ nord, 1° 46′ 42″ est  | « IA46101218 »          | |                                 | Église Saint-Pierre-ès-Liens de Larnagol                                      |
| Église Saint-Julien de Seuzac                                                 | Larnagol                            |                                                     | 44° 28′ 24″ nord, 1° 48′ 31″ est  | « IA46101319 »          | |                                 | Image manquante Téléverser                                                    |
| Église Saint-Pierre de Neules                                                 | Larnagol                            |                                                     | 44° 28′ 05″ nord, 1° 47′ 11″ est  |                         | |                                 | Image manquante Téléverser                                                    |
| Ancienne église de Seuzac                                                     | Larnagol                            |                                                     | 44° 28′ 26″ nord, 1° 48′ 28″ est  | « IA46101321 »          | |                                 | Image manquante Téléverser                                                    |
| Église Saint-Affre de Larroque-Toirac                                         | Larroque-Toirac                     |                                                     | 44° 31′ 12″ nord, 1° 56′ 25″ est  |                         | |                                 | Église Saint-Affre de Larroque-Toirac                                         |
| Église Notre-Dame-de-l'Annonciation de Lentillac                              | Latouille-Lentillac                 |                                                     | 44° 52′ 03″ nord, 1° 58′ 58″ est  | « PA00095130 »          | Classé MH | 1938                            | Église Notre-Dame-de-l'Annonciation de Lentillac                              |
| Église de l'Immaculée-Conception de Latouille                                 | Latouille-Lentillac                 |                                                     | 44° 51′ 16″ nord, 1° 57′ 49″ est  |                         | |                                 | Église de l'Immaculée-Conception de Latouille                                 |
| Église Saint-Jean-Baptiste de Latronquière                                    | Latronquière                        |                                                     | 44° 47′ 59″ nord, 2° 04′ 35″ est  |                         | |                                 | Église Saint-Jean-Baptiste de Latronquière                                    |
| Église Saint-Laurent de Lauresses                                             | Lauresses                           |                                                     | 44° 46′ 00″ nord, 2° 07′ 24″ est  |                         | |                                 | Image manquante Téléverser                                                    |
| Église Saint-Germain de Lauzès                                                | Lauzès                              |                                                     | 44° 34′ 06″ nord, 1° 34′ 52″ est  |                         | |                                 | Image manquante Téléverser                                                    |
| Église Sainte-Thérèse-de-l'Enfant-Jésus de Laval-de-Cère                      | Laval-de-Cère                       |                                                     | 44° 57′ 13″ nord, 1° 56′ 03″ est  |                         | |                                 | Image manquante Téléverser                                                    |
| Église Saint-Quirin de Lavercantière                                          | Lavercantière                       |                                                     | 44° 38′ 13″ nord, 1° 19′ 05″ est  | « IA46101233 »          | |                                 | Église Saint-Quirin de Lavercantière                                          |
| Église Saint-Martin-le-Désarnat de Saint-Martin                               | Lavercantière                       |                                                     | 44° 37′ 47″ nord, 1° 18′ 03″ est  |                         | |                                 | Image manquante Téléverser                                                    |
| Église Saint-Blaise de Lavergne                                               | Lavergne                            |                                                     | 44° 47′ 52″ nord, 1° 45′ 36″ est  | « PA00095131 »          | |                                 | Église Saint-Blaise de Lavergne                                               |
| Église Saint-Blaise du Bastit                                                 | Le Bastit                           |                                                     | 44° 43′ 21″ nord, 1° 39′ 55″ est  |                         | |                                 | Image manquante Téléverser                                                    |
| Église Saint-Saturnin du Bourg                                                | Le Bourg                            |                                                     | 44° 42′ 37″ nord, 1° 54′ 15″ est  | « PA00094986 »          | Classé MH | 1986                            | Église Saint-Saturnin du Bourg                                                |
| Église Sainte-Croix du Bouyssou                                               | Le Bouyssou                         |                                                     | 44° 41′ 31″ nord, 1° 56′ 38″ est  | « PA00094987 »          | Classé MH Parties romanes | 1923                            | Église Sainte-Croix du Bouyssou                                               |
| Église Saint-Barthélemy du Montat                                             | Le Montat                           |                                                     | 44° 22′ 50″ nord, 1° 26′ 56″ est  | « PA00095169 »          | Classé MH | 1846                            | Église Saint-Barthélemy du Montat                                             |
| Église Saint-Roc du Roc                                                       | Le Roc                              |                                                     | 44° 51′ 57″ nord, 1° 26′ 27″ est  |                         | |                                 | Église Saint-Roc du Roc                                                       |
| Église Notre-Dame-de-l'Assomption du Vigan                                    | Le Vigan                            |                                                     | 44° 44′ 28″ nord, 1° 26′ 20″ est  | « PA00095282 »          | Classé MH | 1893                            | Église Notre-Dame-de-l'Assomption du Vigan                                    |
| Église Notre-Dame-de-la-Nativité de Lasvaux                                   | Le Vignon-en-Quercy                 |                                                     | 44° 59′ 43″ nord, 1° 36′ 09″ est  | « PA00095055 »          | Classé MH | 1965                            | Image manquante Téléverser                                                    |
| Église Saint-Martial des Quatre-Routes-du-Lot                                 | Le Vignon-en-Quercy                 |                                                     | 44° 59′ 33″ nord, 1° 38′ 41″ est  | « IA46100763 »          | |                                 | Image manquante Téléverser                                                    |
| Église Saints-Côme-et-Damien de Paunac                                        | Le Vignon-en-Quercy                 |                                                     | 44° 58′ 43″ nord, 1° 36′ 48″ est  |                         | |                                 | Image manquante Téléverser                                                    |
| Église Saint-Vincent de Cazillac                                              | Le Vignon-en-Quercy                 |                                                     | 44° 59′ 48″ nord, 1° 36′ 36″ est  |                         | |                                 | Image manquante Téléverser                                                    |
| Église Saint-Cyprien de Saint-Cyprien                                         | Lendou-en-Quercy                    |                                                     | 44° 18′ 28″ nord, 1° 15′ 51″ est  |                         | |                                 | Image manquante Téléverser                                                    |
| Église Saint-Georges de Lascabanes                                            | Lendou-en-Quercy                    |                                                     | 44° 20′ 24″ nord, 1° 18′ 22″ est  | « IA46101277 »          | |                                 | Image manquante Téléverser                                                    |
| Église Saint-Laurent de Saint-Laurent-Lolmie                                  | Lendou-en-Quercy                    |                                                     | 44° 17′ 57″ nord, 1° 13′ 25″ est  | « IA46101178 »          | |                                 | Image manquante Téléverser                                                    |
| Église Saint-Blaise de Lentillac-Saint-Blaise                                 | Lentillac-Saint-Blaise              |                                                     | 44° 35′ 28″ nord, 2° 07′ 18″ est  |                         | |                                 | Image manquante Téléverser                                                    |
| Église Saint-Pierre de Lentillac-du-Causse                                    | Lentillac-du-Causse                 |                                                     | 44° 33′ 44″ nord, 1° 38′ 23″ est  | « IA46100294 »          | |                                 | Image manquante Téléverser                                                    |
| Église de l'abbaye cistercienne Sainte-Marie de Gourdon, dite abbaye nouvelle | Léobard                             |                                                     | 44° 42′ 32″ nord, 1° 18′ 28″ est  |                         | |                                 | Église de l'abbaye cistercienne Sainte-Marie de Gourdon, dite abbaye nouvelle |
| Église Sainte-Marie-Madeleine de Léobard                                      | Léobard                             |                                                     | 44° 43′ 19″ nord, 1° 18′ 35″ est  | « IA46101324 »          | |                                 | Église Sainte-Marie-Madeleine de Léobard                                      |
| Église Saint-Laurent des Arques                                               | Les Arques                          |                                                     | 44° 36′ 06″ nord, 1° 15′ 05″ est  | « PA00094966 »          | Classé MH | 1952                            | Église Saint-Laurent des Arques                                               |
| Église Saint-Martin des Arques                                                | Les Arques                          |                                                     | 44° 35′ 58″ nord, 1° 15′ 12″ est  |                         | |                                 | Image manquante Téléverser                                                    |
| Église Saint-Martin de Canourgues                                             | Les Junies                          |                                                     | 44° 32′ 51″ nord, 1° 14′ 17″ est  | « PA00095114 »          | Inscrit MH | 1973                            | Église Saint-Martin de Canourgues                                             |
| Église Saint-Perdufle de la Masse                                             | Les Junies                          |                                                     | 44° 31′ 35″ nord, 1° 13′ 58″ est  | « PA00095115 »          | Inscrit MH Église de la Masse, y compris les peintures murales                                                                      | 1971                            | Église Saint-Perdufle de la Masse                                             |
| Église Saint-Pierre-ès-Liens des Junies                                       | Les Junies                          |                                                     | 44° 32′ 07″ nord, 1° 14′ 11″ est  | « PA00095115 »          | Classé MH Église ; Classé MH Aile est du couvent abritant l'ancienne salle capitulaire, ainsi que l'ancienne aire du cloître        | 1920 ; 1995                     | Église Saint-Pierre-ès-Liens des Junies                                       |
| Église Saint-Martin de Saint-Martin-de-Vers                                   | Les Pechs du Vers                   |                                                     | 44° 34′ 50″ nord, 1° 33′ 32″ est  | « PA00095245 »          | Inscrit MH | 1979                            | Église Saint-Martin de Saint-Martin-de-Vers                                   |
| Église Saint-Martin-de-Vers de Fages                                          | Les Pechs du Vers                   |                                                     | 44° 35′ 01″ nord, 1° 33′ 02″ est  |                         | |                                 | Image manquante Téléverser                                                    |
| Église Saint-Saturnin de Saint-Cernin                                         | Les Pechs du Vers                   |                                                     | 44° 35′ 34″ nord, 1° 34′ 54″ est  |                         | |                                 | Image manquante Téléverser                                                    |
| Église Saint-Géraud de Leyme                                                  | Leyme                               |                                                     | 44° 47′ 04″ nord, 1° 54′ 03″ est  |                         | |                                 | Image manquante Téléverser                                                    |
| Église Notre-Dame de Lherm                                                    | Lherm                               |                                                     | 44° 34′ 05″ nord, 1° 14′ 46″ est  | « PA00095135 »          | Inscrit MH | 1979                            | Église Notre-Dame de Lherm                                                    |
| Église de Péchaurié                                                           | Lherm                               |                                                     | 44° 35′ 08″ nord, 1° 14′ 03″ est  |                         | |                                 | Image manquante Téléverser                                                    |
| Église Saint-Martin de Vaysse                                                 | Lherm                               |                                                     | à géolocaliser                    |                         | |                                 | Image manquante Téléverser                                                    |
| Église Notre-Dame-de-la-Nativité de Lhospitalet                               | Lhospitalet                         |                                                     | 44° 21′ 41″ nord, 1° 24′ 29″ est  | « IA46101243 »          | |                                 | Image manquante Téléverser                                                    |
| Église Saint-Blaise de Limogne-en-Quercy                                      | Limogne-en-Quercy                   |                                                     | 44° 23′ 53″ nord, 1° 46′ 13″ est  |                         | |                                 | Image manquante Téléverser                                                    |
| Église Saint-Georges de Linac                                                 | Linac                               |                                                     | 44° 39′ 57″ nord, 2° 06′ 52″ est  | « IA46101196 »          | |                                 | Image manquante Téléverser                                                    |
| Église Sainte-Geneviève de Lissac                                             | Lissac-et-Mouret                    |                                                     | 44° 37′ 34″ nord, 1° 59′ 17″ est  |                         | |                                 | Image manquante Téléverser                                                    |
| Église Saint-Rémy-et-Saint-Namphaise de Livernon                              | Livernon                            |                                                     | 44° 38′ 49″ nord, 1° 50′ 36″ est  | « PA00095144 »          | Classé MH Clocher ; abside | 1910                            | Église Saint-Rémy-et-Saint-Namphaise de Livernon                              |
| Église Saint-Jean-Baptiste de Loubressac                                      | Loubressac                          |                                                     | 44° 52′ 19″ nord, 1° 48′ 20″ est  | « PA00095147 »          | Inscrit MH | 1971                            | Église Saint-Jean-Baptiste de Loubressac                                      |
| Ancienne Église Saint-Jean-Baptiste de Loubressac                             | Loubressac                          |                                                     | 44° 52′ 33″ nord, 1° 48′ 36″ est  | « IA46100598 »          | |                                 | Image manquante Téléverser                                                    |
| Église Notre-Dame-de-la-Nativité de Loupiac                                   | Loupiac                             |                                                     | 44° 49′ 05″ nord, 1° 27′ 40″ est  |                         | |                                 | Image manquante Téléverser                                                    |
| Église Notre-Dame-de-la-Nativité de Loupiac                                   | Loupiac                             |                                                     | 44° 49′ 05″ nord, 1° 27′ 40″ est  |                         | |                                 | Image manquante Téléverser                                                    |
| Église Saint-Pierre-ès-Liens de Lugagnac                                      | Lugagnac                            |                                                     | 44° 24′ 32″ nord, 1° 44′ 09″ est  |                         | |                                 | Image manquante Téléverser                                                    |
| Église Saint-Martin de Lunan                                                  | Lunan                               |                                                     | 44° 36′ 11″ nord, 2° 04′ 45″ est  | « PA00095149 »          | Classé MH | 1973                            | Église Saint-Martin de Lunan                                                  |
| Église Saint-Julien de Lunegarde                                              | Lunegarde                           |                                                     | 44° 41′ 26″ nord, 1° 41′ 19″ est  | « PA00095298 »          | Inscrit MH | 1991                            | Église Saint-Julien de Lunegarde                                              |
| Église Notre-Dame de Camy                                                     | Luzech                              |                                                     | 44° 29′ 13″ nord, 1° 15′ 34″ est  | « PA00095152 »          | Inscrit MH | 1976                            | Église Notre-Dame de Camy                                                     |
| Église Saint-Martin-de-Caïx de Luzech                                         | Luzech                              |                                                     | 44° 29′ 28″ nord, 1° 17′ 46″ est  | « PA00125601 »          | Inscrit MH | 1993                            | Église Saint-Martin-de-Caïx de Luzech                                         |
| Église Saint-Martin de Fages                                                  | Luzech                              |                                                     | 44° 30′ 01″ nord, 1° 15′ 03″ est  | « IA46101329 »          | |                                 | Image manquante Téléverser                                                    |
| Église Saint-Pierre de Luzech                                                 | Luzech                              |                                                     | 44° 28′ 33″ nord, 1° 17′ 10″ est  |                         | |                                 | Église Saint-Pierre de Luzech                                                 |
| Église Saint-Vincent de Marminiac                                             | Marminiac                           |                                                     | 44° 39′ 59″ nord, 1° 11′ 39″ est  | « IA46101222 »          | |                                 | Église Saint-Vincent de Marminiac                                             |
| Église Saint-Maur de Martel                                                   | Martel                              |                                                     | 44° 56′ 12″ nord, 1° 36′ 40″ est  | « PA00095160 »          | Classé MH | 1906                            | Église Saint-Maur de Martel                                                   |
| Église Saint-Pierre-ès-Liens de Gluges                                        | Martel                              |                                                     | 44° 54′ 41″ nord, 1° 37′ 46″ est  | « PA00095159 »          | Classé MH Les restes de l'ancienne église                                                                                           | 1913                            | Église Saint-Pierre-ès-Liens de Gluges                                        |
| Église Saint-Martin de Louchapt                                               | Martel                              |                                                     | 44° 57′ 10″ nord, 1° 37′ 25″ est  | « PA00095290 »          | Inscrit MH Chœur | 1990                            | Image manquante Téléverser                                                    |
| Église Notre-Dame-de-l'Assomption de Murel                                    | Martel                              |                                                     | 44° 57′ 33″ nord, 1° 35′ 40″ est  | « PA00095291 »          | Inscrit MH | 1990                            | Église Notre-Dame-de-l'Assomption de Murel                                    |
| Église Saint-Hilaire de Masclat                                               | Masclat                             |                                                     | 44° 50′ 03″ nord, 1° 23′ 32″ est  | « IA46101239 »          | |                                 | Église Saint-Hilaire de Masclat                                               |
| Église Notre-Dame de Cabanac                                                  | Mauroux                             |                                                     | 44° 28′ 04″ nord, 1° 02′ 43″ est  | « PA00095163 »          | Inscrit MH | 1989                            | Église Notre-Dame de Cabanac                                                  |
| Église Saint-Martin de Mauroux                                                | Mauroux                             |                                                     | 44° 27′ 19″ nord, 1° 02′ 47″ est  | « IA00038673 »          | |                                 | Image manquante Téléverser                                                    |
| Église Notre-Dame-de-l'Assomption de Maxou                                    | Maxou                               |                                                     | 44° 32′ 12″ nord, 1° 26′ 40″ est  | « IA46100243 »          | |                                 | Image manquante Téléverser                                                    |
| Église Saint-Pierre de Brouelles                                              | Maxou                               |                                                     | 44° 33′ 17″ nord, 1° 26′ 47″ est  | « IA46100240 »          | |                                 | Image manquante Téléverser                                                    |
| Église Saint-Martin de Mayrac                                                 | Mayrac                              |                                                     | 44° 53′ 56″ nord, 1° 33′ 34″ est  | « IA46101080 »          | |                                 | Église Saint-Martin de Mayrac                                                 |
| Église Saint-Martin de Mayrinhac-Lentour                                      | Mayrinhac-Lentour                   |                                                     | 44° 48′ 50″ nord, 1° 48′ 22″ est  |                         | |                                 | Église Saint-Martin de Mayrinhac-Lentour                                      |
| Église Saint-Caprais de Mechmont                                              | Mechmont                            |                                                     | 44° 34′ 45″ nord, 1° 27′ 02″ est  | « IA46100216 »          | |                                 | Image manquante Téléverser                                                    |
| Église Saint-Germain de Mercuès                                               | Mercuès                             |                                                     | 44° 29′ 49″ nord, 1° 23′ 04″ est  | « IA46100710 »          | |                                 | Église Saint-Germain de Mercuès                                               |
| Église Saint-Sulpice de Meyronne                                              | Meyronne                            |                                                     | 44° 52′ 38″ nord, 1° 34′ 38″ est  | « PA00095167 »          | Inscrit MH | 1952                            | Église Saint-Sulpice de Meyronne                                              |
| Église Saint-Martin de Miers                                                  | Miers                               |                                                     | 44° 51′ 12″ nord, 1° 42′ 30″ est  |                         | |                                 | Église Saint-Martin de Miers                                                  |
| Église Notre-Dame de Milhac                                                   | Milhac                              |                                                     | 44° 47′ 54″ nord, 1° 20′ 51″ est  | « IA46101349 »          | |                                 | Église Notre-Dame de Milhac                                                   |
| Église Saint-Pierre de Molières                                               | Molières                            |                                                     | 44° 47′ 39″ nord, 1° 56′ 05″ est  | « IA46100422 »          | |                                 | Image manquante Téléverser                                                    |
| Église de l'Assomption de Montamel                                            | Montamel                            |                                                     | 44° 36′ 21″ nord, 1° 26′ 51″ est  |                         | |                                 | Image manquante Téléverser                                                    |
| Église Saint-Blaise de Montbrun                                               | Montbrun                            |                                                     | 44° 30′ 18″ nord, 1° 54′ 03″ est  |                         | |                                 | Image manquante Téléverser                                                    |
| Église Saint-Louis de Montcabrier                                             | Montcabrier                         |                                                     | 44° 32′ 32″ nord, 1° 04′ 26″ est  | « PA00095171 »          | Inscrit MH La façade occidentale ; Inscrit MH L'église en totalité                                                                  | 1925 ; 2003                     | Église Saint-Louis de Montcabrier                                             |
| Église Notre-Dame de Pestillac                                                | Montcabrier                         |                                                     | 44° 32′ 51″ nord, 1° 04′ 12″ est  | « PA46000074 »          | Inscrit MH | 2020                            | Église Notre-Dame de Pestillac                                                |
| Église du castrum de Pestillac                                                | Montcabrier                         |                                                     | 44° 32′ 46″ nord, 1° 04′ 04″ est  | « PA00095172 »          | Inscrit MH Eglise et château de Pestillac (ruines)                                                                                  | 1926                            | Image manquante Téléverser                                                    |
| Église Saint-Martin de Mazières                                               | Montcabrier                         |                                                     | 44° 32′ 35″ nord, 1° 06′ 13″ est  | « IA46100047 »          | |                                 | Image manquante Téléverser                                                    |
| Église Saint-Caprais de Guiral                                                | Montcabrier                         |                                                     | à géolocaliser                    | « IA46100031 »          | |                                 | Image manquante Téléverser                                                    |
| Église Saint-Caprais de Montcléra                                             | Montcléra                           |                                                     | 44° 37′ 11″ nord, 1° 12′ 40″ est  |                         | |                                 | Église Saint-Caprais de Montcléra                                             |
| Église Saint-Pierre de Rouillac                                               | Montcuq-en-Quercy-Blanc             |                                                     | 44° 18′ 42″ nord, 1° 12′ 55″ est  | « PA00095176 »          | Classé MH ; Inscrit MH | 1980                            | Église Saint-Pierre de Rouillac                                               |
| Église Saint-Antoine de Valprionde                                            | Montcuq-en-Quercy-Blanc             |                                                     | 44° 21′ 18″ nord, 1° 06′ 31″ est  |                         | |                                 | Image manquante Téléverser                                                    |
| Église Saint-Avit de Belmontet                                                | Montcuq-en-Quercy-Blanc             |                                                     | 44° 21′ 58″ nord, 1° 09′ 12″ est  | « IA46101150 »          | |                                 | Image manquante Téléverser                                                    |
| Église Sainte-Croix de Sainte-Croix (Montcuq-en-Quercy-Blanc)                 | Montcuq-en-Quercy-Blanc             |                                                     | 44° 20′ 23″ nord, 1° 09′ 59″ est  | « IA46101160 »          | |                                 | Image manquante Téléverser                                                    |
| Église Sainte-Marie-Madeleine de Caminel                                      | Montcuq-en-Quercy-Blanc             |                                                     | 44° 18′ 45″ nord, 1° 09′ 17″ est  | « IA46101163 »          | |                                 | Image manquante Téléverser                                                    |
| Église Saint-Étienne de Lebreil                                               | Montcuq-en-Quercy-Blanc             |                                                     | 44° 19′ 22″ nord, 1° 10′ 04″ est  | « IA46101162 »          | |                                 | Image manquante Téléverser                                                    |
| Église Saint-Félix de Saint-Félix (Montcuq-en-Quercy-Blanc)                   | Montcuq-en-Quercy-Blanc             |                                                     | 44° 20′ 00″ nord, 1° 07′ 32″ est  |                         | |                                 | Église Saint-Félix de Saint-Félix (Montcuq-en-Quercy-Blanc)                   |
| Église Saint-Hilaire de Montcuq                                               | Montcuq-en-Quercy-Blanc             |                                                     | 44° 20′ 17″ nord, 1° 12′ 27″ est  | « IA46101139 »          | |                                 | Église Saint-Hilaire de Montcuq                                               |
| Église Saint-Privat de Montcuq                                                | Montcuq-en-Quercy-Blanc             |                                                     | 44° 20′ 19″ nord, 1° 12′ 42″ est  |                         | |                                 | Image manquante Téléverser                                                    |
| Église Saint-Sernin de Saint-Sernin (Montcuq-en-Quercy-Blanc)                 | Montcuq-en-Quercy-Blanc             |                                                     | 44° 20′ 28″ nord, 1° 10′ 48″ est  |                         | |                                 | Image manquante Téléverser                                                    |
| Église Saint-Laurent de Montdoumerc                                           | Montdoumerc                         |                                                     | 44° 17′ 06″ nord, 1° 31′ 15″ est  | « IA46101275 »          | |                                 | Image manquante Téléverser                                                    |
| Église Sainte-Radegonde de Bouxal                                             | Montet-et-Bouxal                    |                                                     | 44° 44′ 54″ nord, 2° 01′ 19″ est  |                         | |                                 | Image manquante Téléverser                                                    |
| Église Saint-Julien du Montet                                                 | Montet-et-Bouxal                    |                                                     | 44° 44′ 56″ nord, 2° 02′ 47″ est  |                         | |                                 | Image manquante Téléverser                                                    |
| Église Saint-Barthélemy de Montfaucon                                         | Montfaucon                          |                                                     | 44° 41′ 18″ nord, 1° 33′ 44″ est  | « PA00095178 »          | Classé MH | 1936                            | Église Saint-Barthélemy de Montfaucon                                         |
| Église Notre-Dame-de-l'Assomption de Montgesty                                | Montgesty                           |                                                     | 44° 34′ 47″ nord, 1° 17′ 48″ est  |                         | |                                 | Église Notre-Dame-de-l'Assomption de Montgesty                                |
| Église Saint-Jean de Montlauzun                                               | Montlauzun                          |                                                     | 44° 17′ 34″ nord, 1° 11′ 43″ est  | « IA46100173 »          | |                                 | Église Saint-Jean de Montlauzun                                               |
| Église Saint-Michel de Montredon                                              | Montredon                           |                                                     | 44° 37′ 05″ nord, 2° 11′ 26″ est  |                         | |                                 | Église Saint-Michel de Montredon                                              |
| Église Saint-Christophe de Montvalent                                         | Montvalent                          |                                                     | 44° 52′ 51″ nord, 1° 37′ 02″ est  | « PA00095179 »          | Inscrit MH | 1975                            | Église Saint-Christophe de Montvalent                                         |
| Église Saint-Pierre de Nadaillac-de-Rouge                                     | Nadaillac-de-Rouge                  |                                                     | 44° 50′ 59″ nord, 1° 25′ 45″ est  | « PA00095180 »          | Classé MH | 1930                            | Église Saint-Pierre de Nadaillac-de-Rouge                                     |
| Église Saint-Martin de Nadillac                                               | Nadillac                            |                                                     | 44° 33′ 43″ nord, 1° 31′ 06″ est  |                         | |                                 | Image manquante Téléverser                                                    |
| Église Saint-Martin de Nuzéjouls                                              | Nuzéjouls                           |                                                     | 44° 32′ 18″ nord, 1° 22′ 47″ est  | « IA46100226 »          | |                                 | Image manquante Téléverser                                                    |
| Église de l'Assomption d'Orniac                                               | Orniac                              |                                                     | 44° 32′ 44″ nord, 1° 40′ 02″ est  | « IA46101248 »          | |                                 | Image manquante Téléverser                                                    |
| Église Saint-Julien de Padirac                                                | Padirac                             |                                                     | 44° 50′ 31″ nord, 1° 45′ 11″ est  | « IA46101295 »          | |                                 | Église Saint-Julien de Padirac                                                |
| Église Saint-Saturnin de Parnac                                               | Parnac                              |                                                     | 44° 29′ 28″ nord, 1° 18′ 42″ est  | « IA46101359 »          | |                                 | Église Saint-Saturnin de Parnac                                               |
| Église Saint-Martin de Cels                                                   | Parnac                              |                                                     | 44° 28′ 24″ nord, 1° 19′ 37″ est  | « IA46101358 »          | |                                 | Image manquante Téléverser                                                    |
| Église Saint-Pierre de Payrac                                                 | Payrac                              |                                                     | 44° 47′ 44″ nord, 1° 28′ 22″ est  |                         | |                                 | Église Saint-Pierre de Payrac                                                 |
| Église Notre-Dame de Camy                                                     | Payrac                              |                                                     | 44° 46′ 55″ nord, 1° 27′ 21″ est  | « PA46000086 »          | Inscrit MH | 2023                            | Église Notre-Dame de Camy                                                     |
| Église Saint-Agapit de Payrignac                                              | Payrignac                           |                                                     | 44° 45′ 22″ nord, 1° 21′ 01″ est  | « IA46101352 »          | |                                 | Église Saint-Agapit de Payrignac                                              |
| Église Saint-Pierre de Pern                                                   | Pern                                |                                                     | 44° 19′ 42″ nord, 1° 24′ 19″ est  |                         | |                                 | Image manquante Téléverser                                                    |
| Église Saint-Barthélemy de Terry                                              | Pern                                |                                                     | 44° 19′ 57″ nord, 1° 26′ 40″ est  |                         | |                                 | Image manquante Téléverser                                                    |
| Église Saint-Pierre-ès-Liens de Pescadoires                                   | Pescadoires                         |                                                     | 44° 30′ 20″ nord, 1° 09′ 30″ est  | « IA46100150 »          | |                                 | Église Saint-Pierre-ès-Liens de Pescadoires                                   |
| Église Notre-Dame-de-Compassion de Degagnazés                                 | Peyrilles                           |                                                     | 44° 36′ 40″ nord, 1° 21′ 37″ est  | « PA00095182 »          | Inscrit MH | 1926                            | Église Notre-Dame-de-Compassion de Degagnazés                                 |
| Église Saint-Pierre-ès-Liens de Peyrilles                                     | Peyrilles                           |                                                     | 44° 37′ 11″ nord, 1° 24′ 53″ est  | « IA46100302 »          | |                                 | Église Saint-Pierre-ès-Liens de Peyrilles                                     |
| Église Saint-Pierre-et-Saint-Paul de Pinsac                                   | Pinsac                              |                                                     | 44° 51′ 19″ nord, 1° 30′ 53″ est  | « IA46101184 »          | |                                 | Image manquante Téléverser                                                    |
| Église Saint-Germain de Blanzaguet                                            | Pinsac                              |                                                     | 44° 51′ 10″ nord, 1° 33′ 12″ est  | « IA46101185 »          | |                                 | Image manquante Téléverser                                                    |
| Église Saint-Hilaire du Bastit                                                | Pinsac                              |                                                     | 44° 50′ 21″ nord, 1° 30′ 33″ est  | « IA46101186 »          | |                                 | Image manquante Téléverser                                                    |
| Église Saint-Pierre de Planioles                                              | Planioles                           |                                                     | 44° 38′ 03″ nord, 2° 01′ 26″ est  |                         | |                                 | Église Saint-Pierre de Planioles                                              |
| Église Saint-Jacques de Pomarède                                              | Pomarède                            | ancien prieuré de Bénédictines de Pomarède          | 44° 33′ 55″ nord, 21° 10′ 14″ est |                         | |                                 | Image manquante Téléverser                                                    |
| Église Saint-Pierre-ès-Liens de Pontcirq                                      | Pontcirq                            |                                                     | 44° 32′ 53″ nord, 1° 15′ 47″ est  | « IA46100204 »          | |                                 | Église Saint-Pierre-ès-Liens de Pontcirq                                      |
| Église Saint-André de Saux                                                    | Porte-du-Quercy                     |                                                     | 44° 23′ 19″ nord, 1° 05′ 07″ est  | « PA00095258 »          | Inscrit MH | 1972                            | Image manquante Téléverser                                                    |
| Église Saint-Barthélemy de Mascayroles                                        | Porte-du-Quercy                     |                                                     | 44° 23′ 07″ nord, 1° 09′ 35″ est  | « IA46101286 »          | |                                 | Image manquante Téléverser                                                    |
| Église Saint-Pierre-et-Saint-Paul du Boulvé                                   | Porte-du-Quercy                     |                                                     | 44° 25′ 12″ nord, 1° 08′ 48″ est  | « IA46101289 »          | |                                 | Église Saint-Pierre-et-Saint-Paul du Boulvé                                   |
| Église Saint-Saturnin de Ségos                                                | Porte-du-Quercy                     |                                                     | 44° 25′ 57″ nord, 1° 07′ 52″ est  | « IA46101288 »          | |                                 | Image manquante Téléverser                                                    |
| Église Sainte-Marie-Magdeleine de Creyssens                                   | Porte-du-Quercy                     |                                                     | 44° 24′ 41″ nord, 1° 08′ 41″ est  |                         | |                                 | Image manquante Téléverser                                                    |
| Église de l'Assomption de Saint-Matré                                         | Porte-du-Quercy                     |                                                     | 44° 24′ 04″ nord, 1° 07′ 06″ est  |                         | |                                 | Image manquante Téléverser                                                    |
| Église de Farguettes                                                          | Porte-du-Quercy                     |                                                     | 44° 25′ 10″ nord, 1° 10′ 51″ est  |                         | |                                 | Église de Farguettes                                                          |
| Église Saint-Nicolas de Bovilla                                               | Porte-du-Quercy                     |                                                     | 44° 23′ 56″ nord, 1° 10′ 54″ est  | « IA46101282 »          | |                                 | Image manquante Téléverser                                                    |
| Église Saint-Pierre-et-Saint-Paul de Fargues                                  | Porte-du-Quercy                     |                                                     | 44° 24′ 33″ nord, 1° 11′ 43″ est  | « IA46101285 »          | |                                 | Image manquante Téléverser                                                    |
| Église Saint-Blaise de Flottes                                                | Pradines                            |                                                     | 44° 26′ 27″ nord, 1° 22′ 12″ est  |                         | |                                 | Église Saint-Blaise de Flottes                                                |
| Église Sainte-Croix de Labéraudie                                             | Pradines                            |                                                     | 44° 28′ 01″ nord, 1° 25′ 08″ est  |                         | |                                 | Image manquante Téléverser                                                    |
| Église Saint-Martial de Pradines                                              | Pradines                            |                                                     | 44° 29′ 00″ nord, 1° 24′ 09″ est  | « IA46100701 »          | |                                 | Image manquante Téléverser                                                    |
| Église Saint-Sébastien de Flaynac                                             | Pradines                            |                                                     | 44° 28′ 31″ nord, 1° 22′ 28″ est  |                         | |                                 | Image manquante Téléverser                                                    |
| Église Saint-Barthélemy de Prayssac                                           | Prayssac                            |                                                     | 44° 30′ 15″ nord, 1° 11′ 16″ est  |                         | |                                 | Église Saint-Barthélemy de Prayssac                                           |
| Église de l'Assomption de Prendeignes                                         | Prendeignes                         |                                                     | 44° 41′ 49″ nord, 2° 05′ 22″ est  | « IA46101197 »          | |                                 | Église de l'Assomption de Prendeignes                                         |
| Église Saints-Pierre-et-Paul de Promilhanes                                   | Promilhanes                         |                                                     | 44° 22′ 29″ nord, 1° 48′ 54″ est  |                         | |                                 | Image manquante Téléverser                                                    |
| Collégiale Saint-Louis du château de Castelnau-Bretenoux                      | Prudhomat                           |                                                     | 44° 53′ 59″ nord, 1° 49′ 37″ est  | « PA00095187 »          | Classé MH | 1913                            | Collégiale Saint-Louis du château de Castelnau-Bretenoux                      |
| Église Saint-Gilles de Bonneviole                                             | Prudhomat                           |                                                     | 44° 53′ 52″ nord, 1° 48′ 54″ est  | « PA00095186 »          | Inscrit MH L'église, à l'exclusion de la façade occidentale et du clocher                                                           | 1979                            | Église Saint-Gilles de Bonneviole                                             |
| Église Saint-Julien de Pauliac                                                | Prudhomat                           |                                                     | 44° 53′ 50″ nord, 1° 47′ 33″ est  | « IA46101386 »          | |                                 | Image manquante Téléverser                                                    |
| Église Saint-Martin de Saint-Martin-des-Bois                                  | Prudhomat                           |                                                     | 44° 53′ 44″ nord, 1° 50′ 08″ est  |                         | |                                 | Image manquante Téléverser                                                    |
| Église Saint-Pierre de l'ancien prieuré de Félines                            | Prudhomat                           |                                                     | 44° 54′ 17″ nord, 1° 49′ 51″ est  |                         | |                                 | Église Saint-Pierre de l'ancien prieuré de Félines                            |
| Église Saint-Sauveur de Puy-l'Evêque                                          | Puy-l'Évêque                        |                                                     | 44° 30′ 18″ nord, 1° 08′ 22″ est  | « PA00095190 »          | Classé MH Clocher et double porte d'entrée et escalier qui conduit aux étages du clocher ; Inscrit MH Église, sauf parties classées | 1912 ; 1925                     | Église Saint-Sauveur de Puy-l'Evêque                                          |
| Église Saint-Pierre-ès-Liens de Martignac                                     | Puy-l'Évêque                        |                                                     | 44° 31′ 49″ nord, 1° 08′ 04″ est  | « PA00095191 »          | Classé MH | 1943                            | Église Saint-Pierre-ès-Liens de Martignac                                     |
| Église Saint-Saturnin de Cazes                                                | Puy-l'Évêque                        |                                                     | 44° 31′ 06″ nord, 1° 06′ 19″ est  | « PA46000031 »          | Inscrit MH | 2003                            | Église Saint-Saturnin de Cazes                                                |
| Église Notre-Dame-de-l'Assomption de Loupiac                                  | Puy-l'Évêque                        |                                                     | 44° 31′ 47″ nord, 1° 09′ 43″ est  |                         | |                                 | Image manquante Téléverser                                                    |
| Église Saint-Pierre-ès-Liens d'Issudel                                        | Puy-l'Évêque                        |                                                     | 44° 29′ 38″ nord, 1° 07′ 50″ est  |                         | |                                 | Église Saint-Pierre-ès-Liens d'Issudel                                        |
| Église Saint-Sulpice de Courbenac                                             | Puy-l'Évêque                        |                                                     | 44° 30′ 32″ nord, 1° 07′ 33″ est  | « IA46100071 »          | |                                 | Église Saint-Sulpice de Courbenac                                             |
| Église Saint-Blaise de Puybrun                                                | Puybrun                             |                                                     | 44° 55′ 02″ nord, 1° 47′ 16″ est  | « IA46100528 »          | |                                 | Église Saint-Blaise de Puybrun                                                |
| Église Saint-Pierre de Puyjourdes                                             | Puyjourdes                          |                                                     | 44° 24′ 28″ nord, 1° 51′ 36″ est  |                         | |                                 | Église Saint-Pierre de Puyjourdes                                             |
| Église Saint-Gilles de Quissac                                                | Quissac                             |                                                     | 44° 38′ 40″ nord, 1° 43′ 50″ est  | « IA46101331 »          | |                                 | Église Saint-Gilles de Quissac                                                |
| Église Saint-Pierre-ès-Liens de Rampoux                                       | Rampoux                             |                                                     | 44° 38′ 29″ nord, 1° 18′ 34″ est  | « PA00095192 »          | Classé MH | 1914                            | Église Saint-Pierre-ès-Liens de Rampoux                                       |
| Église Saint-Germain-et-Saint-Victor de Rampoux                               | Rampoux                             |                                                     | à géolocaliser                    |                         | |                                 | Image manquante Téléverser                                                    |
| Église Saint-Hilaire de Reilhac                                               | Reilhac                             |                                                     | 44° 42′ 01″ nord, 1° 43′ 07″ est  | « PA00095193 »          | Inscrit MH | 1925                            | Église Saint-Hilaire de Reilhac                                               |
| Église Notre-Dame-de-l'Assomption de Reilhaguet                               | Reilhaguet                          |                                                     | 44° 46′ 12″ nord, 1° 30′ 15″ est  | « IA46101237 »          | |                                 | Image manquante Téléverser                                                    |
| Église Saint-Jean-Baptiste de Laval                                           | Reilhaguet                          |                                                     | 44° 47′ 12″ nord, 1° 30′ 01″ est  | « IA46101528 »          | |                                 | Image manquante Téléverser                                                    |
| Église Saint-Laurent de Reyrevignes                                           | Reyrevignes                         |                                                     | 44° 39′ 17″ nord, 1° 55′ 04″ est  | « IA46101340 »          | |                                 | Image manquante Téléverser                                                    |
| Église Saint-Germain de Rignac                                                | Rignac                              |                                                     | 44° 48′ 19″ nord, 1° 41′ 42″ est  | « PA00095194 »          | Inscrit MH | 1976                            | Église Saint-Germain de Rignac                                                |
| Basilique Saint-Sauveur de Rocamadour                                         | Rocamadour                          |                                                     | 44° 47′ 58″ nord, 1° 37′ 04″ est  | PA00095198 ; PA46000020 | Classé MH | 2000                            | Basilique Saint-Sauveur de Rocamadour                                         |
| Église Saint-Jean-Baptiste de l'Hospitalet                                    | Rocamadour                          |                                                     | 44° 48′ 16″ nord, 1° 37′ 35″ est  | « PA00095199 »          | Classé MH | 1912                            | Église Saint-Jean-Baptiste de l'Hospitalet                                    |
| Église Saint-Martin de Mayrinhac-le-Francal                                   | Rocamadour                          |                                                     | 44° 50′ 23″ nord, 1° 36′ 45″ est  | « PA46000029 »          | Inscrit MH | 2003                            | Église Saint-Martin de Mayrinhac-le-Francal                                   |
| Église Saint-Pierre-ès-Liens de Rouffilhac                                    | Rouffilhac                          |                                                     | 44° 47′ 23″ nord, 1° 24′ 55″ est  | « IA46101353 »          | |                                 | Image manquante Téléverser                                                    |
| Église Saint-Martial de Rudelle                                               | Rudelle                             |                                                     | 44° 43′ 21″ nord, 1° 52′ 45″ est  | « PA00095210 »          | Classé MH | 1886                            | Église Saint-Martial de Rudelle                                               |
| Église Saint-Cyrice-Sainte-Juliette de Rueyres                                | Rueyres                             |                                                     | 44° 44′ 52″ nord, 1° 50′ 47″ est  |                         | |                                 | Église Saint-Cyrice-Sainte-Juliette de Rueyres                                |
| Église Saint-Martial de Sabadel-Latronquière                                  | Sabadel-Latronquière                |                                                     | 44° 44′ 11″ nord, 2° 03′ 39″ est  |                         | |                                 | Image manquante Téléverser                                                    |
| Église Saint-Jean-Baptiste de Sabadel-Lauzès                                  | Sabadel-Lauzès                      |                                                     | 44° 34′ 00″ nord, 1° 36′ 12″ est  | « IA46101268 »          | |                                 | Église Saint-Jean-Baptiste de Sabadel-Lauzès                                  |
| Église Saint-François-d'Assise de Saignes                                     | Saignes                             |                                                     | 44° 47′ 17″ nord, 1° 48′ 58″ est  |                         | |                                 | Église Saint-François-d'Assise de Saignes                                     |
| Église Sainte-Madeleine de Jamblusse                                          | Saillac                             |                                                     | 44° 19′ 08″ nord, 1° 43′ 13″ est  |                         | |                                 | Image manquante Téléverser                                                    |
| Église Saint-Martin de Saillac                                                | Saillac                             |                                                     | 44° 19′ 55″ nord, 1° 45′ 46″ est  | « IA46101290 »          | |                                 | Image manquante Téléverser                                                    |
| Église Notre-Dame-de-Vêles de Vers                                            | Saint Géry-Vers                     |                                                     | 44° 28′ 39″ nord, 1° 32′ 56″ est  | « PA00095281 »          | Classé MH | 1913                            | Église Notre-Dame-de-Vêles de Vers                                            |
| Église Sainte-Philomène des Masseries                                         | Saint Géry-Vers                     |                                                     | 44° 28′ 25″ nord, 1° 36′ 11″ est  |                         | |                                 | Image manquante Téléverser                                                    |
| Église Saint-Crépin de Vers                                                   | Saint Géry-Vers                     |                                                     | 44° 29′ 10″ nord, 1° 33′ 15″ est  |                         | |                                 | Église Saint-Crépin de Vers                                                   |
| Église Saint-Georges de Saint-Géry                                            | Saint Géry-Vers                     |                                                     | 44° 28′ 42″ nord, 1° 34′ 43″ est  | « IA46101253 »          | |                                 | Église Saint-Georges de Saint-Géry                                            |
| Église Saint-Martin de Bouziès Bas                                            | Saint Géry-Vers                     |                                                     | 44° 29′ 20″ nord, 1° 37′ 16″ est  |                         | |                                 | Image manquante Téléverser                                                    |
| Église Saint-Brice de Saint-Bressou                                           | Saint-Bressou                       |                                                     | 44° 42′ 19″ nord, 1° 58′ 22″ est  |                         | |                                 | Église Saint-Brice de Saint-Bressou                                           |
| Église Saint-Martial d'Espinadet                                              | Saint-Bressou                       |                                                     | 44° 41′ 29″ nord, 1° 58′ 04″ est  |                         | |                                 | Église Saint-Martial d'Espinadet                                              |
| Église Saint-Caprais de Saint-Caprais (Lot)                                   | Saint-Caprais                       |                                                     | 44° 36′ 24″ nord, 1° 09′ 32″ est  | « PA00095215 »          | Inscrit MH | 1979                            | Église Saint-Caprais de Saint-Caprais (Lot)                                   |
| Église des Récollets de Saint-Céré                                            | Saint-Céré                          |                                                     | 44° 51′ 30″ nord, 1° 53′ 26″ est  | « PA00095217 »          | Inscrit MH | 1973                            | Église des Récollets de Saint-Céré                                            |
| Église Sainte-Spérie de Saint-Céré                                            | Saint-Céré                          |                                                     | 44° 51′ 35″ nord, 1° 53′ 25″ est  | « PA00095216 »          | Inscrit MH L'église et sa crypte | 1979                            | Église Sainte-Spérie de Saint-Céré                                            |
| Église Sainte-Amaranthe de Saint-Chamarand                                    | Saint-Chamarand                     |                                                     | 44° 40′ 42″ nord, 1° 27′ 41″ est  |                         | |                                 | Image manquante Téléverser                                                    |
| Église Saint-Celse de Saint-Chels                                             | Saint-Chels                         |                                                     | 44° 31′ 46″ nord, 1° 48′ 04″ est  |                         | |                                 | Église Saint-Celse de Saint-Chels                                             |
| Église Saint-Géraud de Saint-Cirgues                                          | Saint-Cirgues                       |                                                     | 44° 44′ 17″ nord, 2° 07′ 27″ est  |                         | |                                 | Image manquante Téléverser                                                    |
| Église Saint-Cirq-et-Sainte-Juliette de Saint-Cirq-Lapopie                    | Saint-Cirq-Lapopie                  |                                                     | 44° 27′ 54″ nord, 1° 40′ 12″ est  | « PA00095227 »          | Classé MH | 1911                            | Église Saint-Cirq-et-Sainte-Juliette de Saint-Cirq-Lapopie                    |
| Église Saint-Georges de Saint-Cirq-Madelon                                    | Saint-Cirq-Madelon                  |                                                     | 44° 47′ 30″ nord, 1° 18′ 48″ est  |                         | |                                 | Église Saint-Georges de Saint-Cirq-Madelon                                    |
| Église Saint-Pierre-ès-Liens de Saint-Cirq-Souillaguet                        | Saint-Cirq-Souillaguet              |                                                     | 44° 42′ 28″ nord, 1° 27′ 29″ est  | « IA46101345 »          | |                                 | Image manquante Téléverser                                                    |
| Église Saint-Pierre-ès-Liens de Souillaguet                                   | Saint-Cirq-Souillaguet              |                                                     | 44° 42′ 17″ nord, 1° 25′ 51″ est  |                         | |                                 | Image manquante Téléverser                                                    |
| Église Saint-Clair de Saint-Clair (Lot)                                       | Saint-Clair                         |                                                     | 44° 42′ 00″ nord, 1° 24′ 36″ est  | « IA46101350 »          | |                                 | Église Saint-Clair de Saint-Clair (Lot)                                       |
| Église Saint-Denis de Saint-Denis-Catus                                       | Saint-Denis-Catus                   |                                                     | 44° 33′ 54″ nord, 1° 23′ 33″ est  | « IA46100197 »          | |                                 | Image manquante Téléverser                                                    |
| Église Saint-Denis de Saint-Denis-lès-Martel                                  | Saint-Denis-lès-Martel              |                                                     | 44° 56′ 19″ nord, 1° 39′ 37″ est  |                         | |                                 | Église Saint-Denis de Saint-Denis-lès-Martel                                  |
| Église Sainte-Radegonde de Saint-Félix                                        | Saint-Félix                         |                                                     | 44° 36′ 42″ nord, 2° 07′ 06″ est  |                         | |                                 | Église Sainte-Radegonde de Saint-Félix                                        |
| Église Saint-Germain de Saint-Germain-du-Bel-Air                              | Saint-Germain-du-Bel-Air            |                                                     | 44° 38′ 49″ nord, 1° 26′ 18″ est  |                         | |                                 | Église Saint-Germain de Saint-Germain-du-Bel-Air                              |
| Église Saint-Hilaire de Saint-Hilaire (Lot)                                   | Saint-Hilaire                       |                                                     | 44° 46′ 29″ nord, 2° 09′ 19″ est  |                         | |                                 | Église Saint-Hilaire de Saint-Hilaire (Lot)                                   |
| Église Saint-Jean-l'Évangéliste de Saint-Jean-Lagineste                       | Saint-Jean-Lagineste                |                                                     | 44° 49′ 27″ nord, 1° 51′ 11″ est  |                         | |                                 | Image manquante Téléverser                                                    |
| Église Saint-Jean-Baptiste de Saint-Jean-Lespinasse                           | Saint-Jean-Lespinasse               |                                                     | 44° 51′ 51″ nord, 1° 51′ 36″ est  | « PA00095242 »          | Classé MH | 1913                            | Église Saint-Jean-Baptiste de Saint-Jean-Lespinasse                           |
| Église Saint-Jean-Baptiste de Saint-Jean-Mirabel                              | Saint-Jean-Mirabel                  |                                                     | 44° 37′ 17″ nord, 2° 06′ 31″ est  | « PA00095243 »          | Inscrit MH Ancienne église du 12e siècle constituant le chevet de l'église actuelle                                                 | 1972                            | Église Saint-Jean-Baptiste de Saint-Jean-Mirabel                              |
| Église Saint-Jean-Porte-Latine de Saint-Jean-de-Laur                          | Saint-Jean-de-Laur                  |                                                     | 44° 25′ 10″ nord, 1° 50′ 06″ est  |                         | |                                 | Image manquante Téléverser                                                    |
| Église Saint-Laurent de Saint-Laurent-les-Tours                               | Saint-Laurent-les-Tours             |                                                     | 44° 52′ 25″ nord, 1° 53′ 56″ est  | « IA46100520 »          | |                                 | Image manquante Téléverser                                                    |
| Église Saint-Pierre-ès-Liens de Crayssac                                      | Saint-Laurent-les-Tours             |                                                     | 44° 53′ 31″ nord, 1° 55′ 21″ est  |                         | |                                 | Image manquante Téléverser                                                    |
| Église Saint-Martin de Saint-Martin-Labouval                                  | Saint-Martin-Labouval               |                                                     | 44° 27′ 52″ nord, 1° 44′ 03″ est  |                         | |                                 | Église Saint-Martin de Saint-Martin-Labouval                                  |
| Église Saint-Martin de Saint-Martin-le-Redon                                  | Saint-Martin-le-Redon               |                                                     | 44° 31′ 50″ nord, 1° 02′ 35″ est  | « IA46100025 »          | |                                 | Image manquante Téléverser                                                    |
| Église Saint-Maurice de Saint-Maurice-en-Quercy                               | Saint-Maurice-en-Quercy             |                                                     | 44° 44′ 35″ nord, 1° 56′ 49″ est  | « IA46100401 »          | |                                 | Image manquante Téléverser                                                    |
| Église Saint-Médard de Saint-Médard (Lot)                                     | Saint-Médard                        |                                                     | 44° 32′ 18″ nord, 1° 17′ 37″ est  | « IA46100199 »          | |                                 | Image manquante Téléverser                                                    |
| Église Saint-Médard de Saint-Médard-Nicourby                                  | Saint-Médard-Nicourby               |                                                     | 44° 46′ 29″ nord, 2° 01′ 29″ est  |                         | |                                 | Église Saint-Médard de Saint-Médard-Nicourby                                  |
| Église Saint-Médard de Saint-Médard-de-Presque                                | Saint-Médard-de-Presque             |                                                     | 44° 51′ 51″ nord, 1° 50′ 52″ est  | « IA46100604 »          | |                                 | Image manquante Téléverser                                                    |
| Église Saint-Michel de Saint-Michel-Loubéjou                                  | Saint-Michel-Loubéjou               |                                                     | 44° 53′ 36″ nord, 1° 50′ 54″ est  |                         | |                                 | Image manquante Téléverser                                                    |
| Église Saint-Michel de Saint-Michel-de-Bannières                              | Saint-Michel-de-Bannières           |                                                     | 44° 58′ 32″ nord, 1° 41′ 17″ est  | « PA00095247 »          | Classé MH | 1994                            | Église Saint-Michel de Saint-Michel-de-Bannières                              |
| Église Saint-Paul de Saint-Paul-de-Loubressac                                 | Saint-Paul-Flaugnac                 |                                                     | 44° 17′ 50″ nord, 1° 26′ 52″ est  |                         | |                                 | Église Saint-Paul de Saint-Paul-de-Loubressac                                 |
| Église Saint-Vincent de Saint-Paul-Flaugnac                                   | Saint-Paul-Flaugnac                 |                                                     | 44° 16′ 41″ nord, 1° 23′ 38″ est  |                         | |                                 | Église Saint-Vincent de Saint-Paul-Flaugnac                                   |
| Église Saint-Martin de Capnié                                                 | Saint-Paul-Flaugnac                 |                                                     | 44° 17′ 02″ nord, 1° 25′ 09″ est  | « IA46100947 »          | |                                 | Image manquante Téléverser                                                    |
| Église Saint-Nazaire de Lamolayrette                                          | Saint-Paul-Flaugnac                 |                                                     | 44° 15′ 29″ nord, 1° 24′ 46″ est  | « IA46100943 »          | |                                 | Image manquante Téléverser                                                    |
| Église Saint-Étienne de Saint-Étienne (Lot)                                   | Saint-Paul-Flaugnac                 |                                                     | 1° 25′ 53″ nord, 1° 25′ 53″ est   | « IA46100936 »          | |                                 | Image manquante Téléverser                                                    |
| Église Saint-Paul de Saint-Paul-de-Vern                                       | Saint-Paul-de-Vern                  |                                                     | 44° 50′ 22″ nord, 1° 56′ 15″ est  |                         | |                                 | Église Saint-Paul de Saint-Paul-de-Vern                                       |
| Église Saint-Pardulphe de Saint-Perdoux                                       | Saint-Perdoux                       |                                                     | 44° 40′ 25″ nord, 2° 02′ 55″ est  | « PA00095249 »          | Inscrit MH | 1926                            | Église Saint-Pardulphe de Saint-Perdoux                                       |
| Église Saint-Pierre-ès-Liens de Saint-Pierre-Lafeuille                        | Saint-Pierre-Lafeuille              |                                                     | 44° 31′ 23″ nord, 1° 27′ 14″ est  |                         | |                                 | Église Saint-Pierre-ès-Liens de Saint-Pierre-Lafeuille                        |
| Église Saint-Pierre de Saint-Pierre-Toirac                                    | Saint-Pierre-Toirac                 |                                                     | 44° 31′ 35″ nord, 1° 57′ 16″ est  | « PA00095250 »          | Classé MH | 1903                            | Église Saint-Pierre de Saint-Pierre-Toirac                                    |
| Église Saint-Projet de Saint-Projet                                           | Saint-Projet                        |                                                     | 44° 44′ 42″ nord, 1° 29′ 27″ est  |                         | |                                 | Image manquante Téléverser                                                    |
| Église Saint-Hilaire d'Auzac                                                  | Saint-Projet                        |                                                     | 44° 44′ 23″ nord, 1° 31′ 14″ est  | « IA46101344 »          | |                                 | Image manquante Téléverser                                                    |
| Église Saint-Sigismond de Saint-Simon                                         | Saint-Simon                         |                                                     | 44° 41′ 48″ nord, 1° 51′ 19″ est  | « IA46101332 »          | |                                 | Image manquante Téléverser                                                    |
| Église Saint-Sozy de Saint-Sozy                                               | Saint-Sozy                          |                                                     | 44° 52′ 48″ nord, 1° 33′ 52″ est  |                         | |                                 | Image manquante Téléverser                                                    |
| Église Saint-Sulpice de Saint-Sulpice (Lot)                                   | Saint-Sulpice                       |                                                     | 44° 34′ 13″ nord, 1° 47′ 23″ est  |                         | |                                 | Église Saint-Sulpice de Saint-Sulpice (Lot)                                   |
| Église Saint-Vincent de Saint-Vincent-Rive-d'Olt                              | Saint-Vincent-Rive-d'Olt            |                                                     | 44° 27′ 57″ nord, 1° 18′ 00″ est  | « PA46000068 »          | Inscrit MH | 2015                            | Église Saint-Vincent de Saint-Vincent-Rive-d'Olt                              |
| Église Saint-Nazaire de Cournou                                               | Saint-Vincent-Rive-d'Olt            |                                                     | 44° 26′ 40″ nord, 1° 19′ 47″ est  | « IA46101360 »          | |                                 | Image manquante Téléverser                                                    |
| Église Saint-Nicolas des Roques                                               | Saint-Vincent-Rive-d'Olt            |                                                     | 44° 25′ 52″ nord, 1° 18′ 22″ est  |                         | |                                 | Image manquante Téléverser                                                    |
| Église Saint-Vincent de Saint-Vincent-du-Pendit                               | Saint-Vincent-du-Pendit             |                                                     | 44° 50′ 18″ nord, 1° 54′ 05″ est  | « IA46100508 »          | |                                 | Image manquante Téléverser                                                    |
| Église Saint-Jean-Baptiste de Sainte-Colombe                                  | Sainte-Colombe                      |                                                     | 44° 43′ 23″ nord, 2° 00′ 09″ est  |                         | |                                 | Église Saint-Jean-Baptiste de Sainte-Colombe                                  |
| Église Saint-Jacques-le-Majeur de Salviac                                     | Salviac                             |                                                     | 44° 40′ 52″ nord, 1° 15′ 56″ est  | « PA00095256 »          | Classé MH | 1913                            | Église Saint-Jacques-le-Majeur de Salviac                                     |
| Église Saint-Denis de Luziers                                                 | Salviac                             |                                                     | 44° 40′ 16″ nord, 1° 14′ 00″ est  | « PA00095293 »          | Inscrit MH | 1989                            | Église Saint-Denis de Luziers                                                 |
| Église Saint-Martin de Sauliac-sur-Célé                                       | Sauliac-sur-Célé                    |                                                     | 44° 31′ 01″ nord, 1° 43′ 26″ est  |                         | |                                 | Église Saint-Martin de Sauliac-sur-Célé                                       |
| Église Saint-Michel de Sauzet                                                 | Sauzet                              |                                                     | 44° 25′ 05″ nord, 1° 15′ 19″ est  |                         | |                                 | Église Saint-Michel de Sauzet                                                 |
| Église Sainte-Cécile et Saint-Roch de Sénaillac-Latronquière                  | Sénaillac-Latronquière              |                                                     | 44° 49′ 28″ nord, 2° 03′ 36″ est  | « IA46100383 »          | |                                 | Image manquante Téléverser                                                    |
| Église Saint-Séverin de Sénaillac-Lauzès                                      | Sénaillac-Lauzès                    |                                                     | 44° 36′ 07″ nord, 1° 39′ 05″ est  | « IA46101270 »          | |                                 | Église Saint-Séverin de Sénaillac-Lauzès                                      |
| Église Notre-Dame d'Artix                                                     | Sénaillac-Lauzès                    |                                                     | 44° 35′ 36″ nord, 1° 37′ 12″ est  | « IA46101271 »          | |                                 | Image manquante Téléverser                                                    |
| Église Saint-Martin de Séniergues                                             | Séniergues                          |                                                     | 44° 41′ 58″ nord, 1° 32′ 46″ est  | « PA00095259 »          | Classé MH | 1974                            | Église Saint-Martin de Séniergues                                             |
| Église Saint-Jean-Baptiste de Sérignac                                        | Sérignac                            |                                                     | 44° 26′ 03″ nord, 1° 06′ 24″ est  | « PA00125609 »          | Inscrit MH | 1993                            | Image manquante Téléverser                                                    |
| Église Sainte-Marie-Madeleine de Ferrières                                    | Sérignac                            |                                                     | 44° 25′ 26″ nord, 1° 04′ 44″ est  |                         | |                                 | Image manquante Téléverser                                                    |
| Église Saint-Étienne de Sonac                                                 | Sonac                               |                                                     | 44° 41′ 51″ nord, 1° 51′ 35″ est  | « IA46101333 »          | |                                 | Église Saint-Étienne de Sonac                                                 |
| Église Notre-Dame-de-la-Nativité de Couvert                                   | Soturac                             |                                                     | 44° 31′ 47″ nord, 1° 00′ 11″ est  | « IA46100043 »          | |                                 | Image manquante Téléverser                                                    |
| Église Saint-Pierre de Soturac                                                | Soturac                             |                                                     | 44° 29′ 18″ nord, 1° 01′ 01″ est  | « IA46100033 »          | |                                 | Image manquante Téléverser                                                    |
| Église Saint-Pierre-ès-Liens de Cavagnac                                      | Soturac                             |                                                     | 44° 30′ 40″ nord, 1° 02′ 09″ est  | « IA46100037 »          | |                                 | Image manquante Téléverser                                                    |
| Église Saint-Vincent d'Aglan                                                  | Soturac                             |                                                     | 44° 29′ 30″ nord, 1° 02′ 54″ est  |                         | |                                 | Image manquante Téléverser                                                    |
| Église Notre-Dame-de-l'Assomption de Soucirac                                 | Soucirac                            |                                                     | 44° 42′ 08″ nord, 1° 30′ 13″ est  | « IA46100270 »          | |                                 | Image manquante Téléverser                                                    |
| Église Saint-Martin de Souillac                                               | Souillac                            |                                                     | 44° 53′ 39″ nord, 1° 28′ 44″ est  | « PA00095263 »          | Classé MH Beffroi ; Classé MH Ancienne église Saint-Martin                                                                          | 22/04/1925 ; 23/06/1925         | Église Saint-Martin de Souillac                                               |
| Église abbatiale Sainte-Marie de Souillac                                     | Souillac                            |                                                     | 44° 53′ 38″ nord, 1° 28′ 39″ est  | « PA00095262 »          | Classé MH | 1840                            | Église abbatiale Sainte-Marie de Souillac                                     |
| Église de Bourzolles                                                          | Souillac                            |                                                     | 44° 55′ 57″ nord, 1° 26′ 16″ est  |                         | |                                 | Image manquante Téléverser                                                    |
| Église Sainte-Marie-Madeleine de Soulomès                                     | Soulomès                            |                                                     | 44° 37′ 57″ nord, 1° 35′ 42″ est  | « PA00095266 »          | Inscrit MH Presbytère ; Classé MH Église                                                                                            | 1925 ; 1944                     | Église Sainte-Marie-Madeleine de Soulomès                                     |
| Église de l'Assomption de Lacam-d'Ourcet                                      | Sousceyrac-en-Quercy                |                                                     | 44° 50′ 51″ nord, 2° 00′ 13″ est  |                         | |                                 | Image manquante Téléverser                                                    |
| Église Sainte-Luce de Pontverny                                               | Sousceyrac-en-Quercy                |                                                     | 44° 53′ 52″ nord, 2° 04′ 24″ est  | « IA46100382 »          | |                                 | Image manquante Téléverser                                                    |
| Église Saint-Étienne de Calviac                                               | Sousceyrac-en-Quercy                |                                                     | 44° 55′ 21″ nord, 2° 02′ 49″ est  | « IA46100371 »          | |                                 | Église Saint-Étienne de Calviac                                               |
| Église Saint-Jean-Baptiste de Comiac                                          | Sousceyrac-en-Quercy                |                                                     | 44° 56′ 30″ nord, 1° 59′ 23″ est  | « IA46100373 »          | |                                 | Image manquante Téléverser                                                    |
| Église Saint-Julien de Lamativie                                              | Sousceyrac-en-Quercy                |                                                     | 44° 57′ 31″ nord, 2° 02′ 29″ est  |                         | |                                 | Image manquante Téléverser                                                    |
| Église Saint-Martin de Sousceyrac                                             | Sousceyrac-en-Quercy                |                                                     | 44° 52′ 22″ nord, 2° 02′ 05″ est  |                         | |                                 | Image manquante Téléverser                                                    |
| Église Saint-Blaise de Strenquels                                             | Strenquels                          |                                                     | 44° 59′ 07″ nord, 1° 38′ 14″ est  |                         | |                                 | Image manquante Téléverser                                                    |
| Église Saint-Martial de Tauriac                                               | Tauriac                             |                                                     | 44° 54′ 23″ nord, 1° 46′ 34″ est  | « PA00095267 »          | Classé MH L'église et les peintures murales                                                                                         | 1987                            | Église Saint-Martial de Tauriac                                               |
| Église Saint-Pierre-ès-Liens de Terrou                                        | Terrou                              |                                                     | 44° 47′ 05″ nord, 1° 59′ 04″ est  |                         | |                                 | Église Saint-Pierre-ès-Liens de Terrou                                        |
| Église Sainte-Marie-Madeleine de Teyssieu                                     | Teyssieu                            |                                                     | 44° 55′ 09″ nord, 1° 57′ 19″ est  | « PA00095309 »          | Inscrit MH | 1992                            | Image manquante Téléverser                                                    |
| Église Saint-Roch de Thédirac                                                 | Thédirac                            |                                                     | 44° 36′ 04″ nord, 1° 19′ 01″ est  | « PA00095270 »          | Classé MH | 1913                            | Église Saint-Roch de Thédirac                                                 |
| Église Saint-Barthélemy de Thégra                                             | Thégra                              |                                                     | 44° 49′ 14″ nord, 1° 45′ 25″ est  | « PA00095273 »          | Classé MH | 1923                            | Église Saint-Barthélemy de Thégra                                             |
| Église Saint-Eutrope de Thémines                                              | Thémines                            |                                                     | 44° 44′ 28″ nord, 1° 49′ 48″ est  |                         | |                                 | Église Saint-Eutrope de Thémines                                              |
| Église Saint-Christophe de Théminettes                                        | Théminettes                         |                                                     | 44° 42′ 51″ nord, 1° 51′ 15″ est  |                         | |                                 | Image manquante Téléverser                                                    |
| Église Saint-Étienne de Montagnac                                             | Tour-de-Faure                       |                                                     | 44° 28′ 07″ nord, 1° 41′ 35″ est  |                         | |                                 | Église Saint-Étienne de Montagnac                                             |
| Église Sainte-Madeleine de Touzac                                             | Touzac                              |                                                     | 44° 29′ 49″ nord, 1° 03′ 18″ est  |                         | |                                 | Image manquante Téléverser                                                    |
| Église Notre-Dame-de-la-Nativité du Bournaguet                                | Trespoux-Rassiels                   |                                                     | 44° 24′ 45″ nord, 1° 21′ 08″ est  |                         | |                                 | Image manquante Téléverser                                                    |
| Église Saint-Sixte de Bournaguet                                              | Trespoux-Rassiels                   |                                                     | 44° 24′ 45″ nord, 1° 22′ 41″ est  |                         | |                                 | Image manquante Téléverser                                                    |
| Église de Rassiels                                                            | Trespoux-Rassiels                   |                                                     | 44° 25′ 54″ nord, 1° 20′ 34″ est  |                         | |                                 | Image manquante Téléverser                                                    |
| Église Saint-Martin d'Ussel                                                   | Ussel                               |                                                     | 44° 35′ 39″ nord, 1° 29′ 58″ est  |                         | |                                 | Image manquante Téléverser                                                    |
| Église Saint-Martin d'Uzech                                                   | Uzech                               |                                                     | 44° 35′ 27″ nord, 1° 23′ 43″ est  | « IA46100282 »          | |                                 | Image manquante Téléverser                                                    |
| Église Saint-Barthélemy de Varaire                                            | Varaire                             |                                                     | 44° 21′ 26″ nord, 1° 43′ 30″ est  |                         | |                                 | Église Saint-Barthélemy de Varaire                                            |
| Église Saint-Pierre-aux-Liens de Vaylats                                      | Vaylats                             |                                                     | 44° 20′ 14″ nord, 1° 38′ 33″ est  |                         | |                                 | Image manquante Téléverser                                                    |
| Église Notre-Dame de Vayrac                                                   | Vayrac                              |                                                     | 44° 57′ 10″ nord, 1° 42′ 13″ est  | « PA00095279 »          | Classé MH | 1913                            | Église Notre-Dame de Vayrac                                                   |
| Église Saint-Maurille de Mézels                                               | Vayrac                              |                                                     | 44° 55′ 52″ nord, 1° 41′ 26″ est  |                         | |                                 | Image manquante Téléverser                                                    |
| Église Saint-Christophe de Viazac                                             | Viazac                              |                                                     | 44° 38′ 28″ nord, 2° 04′ 32″ est  | « IA46101199 »          | |                                 | Image manquante Téléverser                                                    |
| Église Saint-Pierre-ès-Liens de Vidaillac                                     | Vidaillac                           |                                                     | 44° 20′ 21″ nord, 1° 49′ 34″ est  |                         | |                                 | Église Saint-Pierre-ès-Liens de Vidaillac                                     |
| Église Saint-Michel de Villesèque                                             | Villesèque                          |                                                     | 44° 23′ 30″ nord, 1° 18′ 57″ est  | « PA00095284 »          | Inscrit MH | 1963                            | Église Saint-Michel de Villesèque                                             |
| Église Sainte-Marie-Madeleine de Trébaïx                                      | Villesèque                          |                                                     | 44° 24′ 40″ nord, 1° 17′ 50″ est  | « IA46101361 »          | |                                 | Image manquante Téléverser                                                    |
| Église Sainte-Marie-Madeleine de la Rouquette                                 | Villesèque                          |                                                     | 44° 24′ 40″ nord, 1° 17′ 50″ est  |                         | |                                 | Image manquante Téléverser                                                    |
| Église Saint-Pierre-ès-Liens-et-Saint-Barnabé de Vire-sur-Lot                 | Vire-sur-Lot                        |                                                     | 44° 29′ 29″ nord, 1° 05′ 07″ est  | « IA46100157 »          | |                                 | Image manquante Téléverser                                                    |

### Culteprotestant
| Église                       | Commune            | Adresse | Coordonnées                      | Notice | Protection | Date | Illustration                 |
| ---------------------------- | ------------------ | ------- | -------------------------------- | ------ | ---------- | ---- | ---------------------------- |
| Temple de Concorès           | Concorès           |         | 44° 39′ 42″ nord, 1° 23′ 48″ est |        |            |      | Image manquante Téléverser   |
| Temple de Cénevières         | Cénevières         |         | 44° 27′ 46″ nord, 1° 45′ 11″ est |        |            |      | Image manquante Téléverser   |
| Temple de Lamothe-Fénelon    | Lamothe-Fénelon    |         | 44° 50′ 05″ nord, 1° 24′ 49″ est |        |            |      | Image manquante Téléverser   |
| Temple de Saint-Cirq-Madelon | Saint-Cirq-Madelon |         | 44° 47′ 30″ nord, 1° 18′ 46″ est |        |            |      | Temple de Saint-Cirq-Madelon |